# Chełmno
Chełmno (niem. Culm, Kulm) – miasto w Polsce, w województwie kujawsko-pomorskim, siedziba powiatu chełmińskiego; leży nad Wisłą, u ujścia Fryby. W latach 1945–1975 miejscowość administracyjnie należała do województwa bydgoskiego. W latach 1975–1998 miejscowość administracyjnie należała do województwa toruńskiego.
Według danych z 31 grudnia 2023 roku Chełmno liczy 18 052 mieszkańców.

## Położenie
Chełmno położone jest na południowy zachód od Grudziądza i na północ od Torunia. W pobliżu znajduje się most przez Wisłę na trasie drogi krajowej nr 91. Większość miasta, włącznie z historycznym centrum Chełmna, leży na wysokiej skarpie odległej około 1,5 km od Wisły, pozostałe osiedla – głównie wielkopłytowe – na wschód i południe od niego.
Miasto pod względem historycznym jest stolicą ziemi chełmińskiej.
Według regionalizacji fizycznogeograficznej Polski Chełmno znajduje się na pograniczu dwóch mezoregionów: Pojezierza Chełmińskiego i Doliny Fordońskiej.
Chełmno zajmuje obszar 13,86 km², w tym: użytki rolne: 47%, użytki leśne 4% (2002); zajmuje 0,6% powierzchni powiatu.
Sąsiednie gminy: Chełmno (gmina wiejska), Kijewo Królewskie, Stolno, Świecie.

## Toponomia i nazwa miasta
Nazwa Chełmno ma charakter topograficzny. Pochodzi od słowa chełm, oznaczającego wzgórze. Dosłownie oznacza „osadę na wzgórzu”. Najstarszy zapis to Chołmien. Od tej nazwy powstały niemieckie nazwy Colmen, a potem Culm.
W latach 1939–1942 dotychczasową nazwą miasta było Kulm lub Culm, lecz po przeprowadzonej zamianie nazw miejscowości w Okręgu Rzeszy Gdańsk-Prusy Zachodnie, w latach 1942–1945 nazywała się Kulm (Weichsel). W latach 1939–1945 położona była w okręgu Rzeszy Gdańsk-Prusy Zachodnie, w rejencji bydgoskiej (Regierungsbezirk Bromberg), w powiecie Chełmno (Kreis Kulm).
Parowa, stanowiąca obecnie część miasta, w czasie II wojny światowej miała posiadać status folwarku. W latach 1939–1942 nazywała się Parowa, lecz po zmianie nazw miejscowości przeprowadzonej w Okręgu Rzeszy Gdańsk–Prusy Zachodnie, w latach 1942–1945 nazywała się Dietrichsschlucht. Wieś miała tę samą przynależność administracyjną co Chełmno.

## Historia

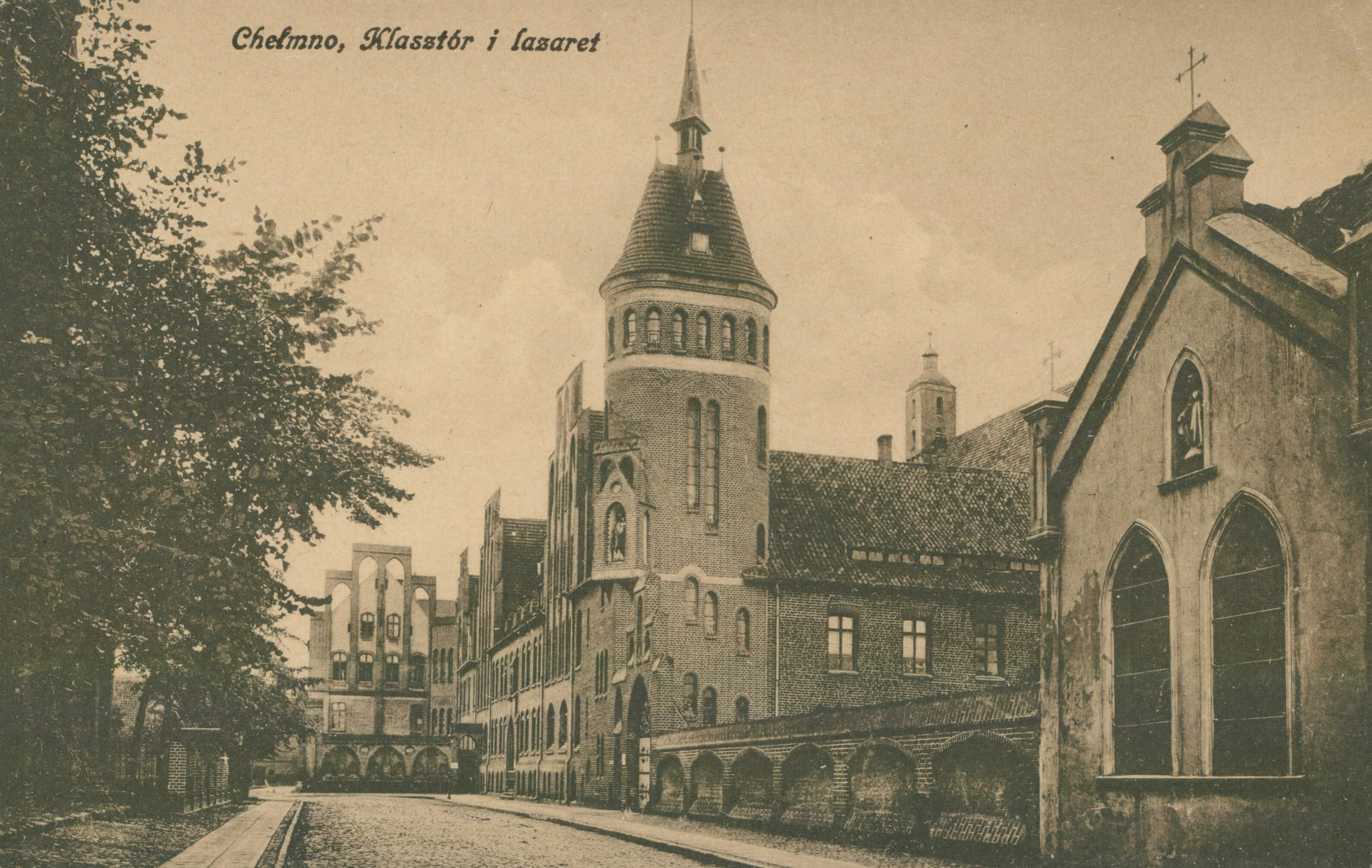
Klasztor i lazaret w okresie międzywojennym

Pierwotnie gród chełmiński znajdował się na górze św. Wawrzyńca w obecnej wsi Kałdus. W XI wieku Piastowie wznieśli tam obronny gród wyznaczający prawdopodobnie północny punkt ówczesnej granicy ich państwa. Budowa katedry w tym miejscu, potwierdzona odkryciem pozostałości bazyliki romańskiej z XI w. (niedokończonej ze względu na reakcję pogańską), świadczy o wadze grodu w tym okresie, który do XII w. pełnił funkcję grodu kasztelańskiego. Pierwotnie Chełmno i okoliczne obszary znajdowały się w piastowskim Królestwie Polskim. Kolejnym miejscem skąd bezpośrednio na obecne miejsce przeniesiono miasto lokacyjne było przedzamcze zamku Starogród Chełmiński.
W 1228 zakon krzyżacki, zająwszy te obszary, wybrał Chełmno na stolicę ziemi chełmińskiej. W latach 1230–1250 było ono głównym miastem zakonu i siedzibą I Komturii, a 1236–1251 siedzibą diecezji chełmińskiej. 28 grudnia 1233 łącznie z Toruniem otrzymało prawa miejskie (odnowione po pożarze w 1251), które stały się wzorem dla lokacji około 200 miast wschodniopomorskich i mazowieckich. W tym czasie miasto nosiło nadaną przez Krzyżaków nazwę Culm (łac. Culmen).
W 1239 lub 1247 roku miasto przeniesione ze Starogrodu na obecne miejsce, z lokacją na surowym korzeniu. Odtąd rozpoczął się rozwój miasta, które wstąpiło do Hanzy, jednak nie zyskując tak dużego znaczenia jak Toruń. W 1440 r. miasto było współzałożycielem antykrzyżackiego Związku Pruskiego. Od 1466 na mocy II pokoju toruńskiego miasto Chełmno przeszło ponownie w granice Korony Królestwa Polskiego, jako część Prus Królewskich, zwanych też Prusami Polskimi. Od 1473 i ponownie, reaktywowana, po upadku, w 1692, działała Akademia Chełmińska współpracująca z Akademią Krakowską od roku 1756 do 1779. W latach 1486–1756 szkoła była filią Uniwersytetu Bolońskiego który ukończył m.in. Mikołaj Kopernik, absolwent Akademii Chełmińskiej.
Na przełomie XVI i XVII wieku miasto należało do dóbr stołowych biskupów chełmińskich. W XVIII w. Chełmno podupadło, w 1772 znalazło się w zaborze pruskim po I rozbiorze Polski. Od 1806 w Księstwie Warszawskim, 1815 w Prusach (Wlk. Ks. Poznańskie), 1817 w Prusach Zachodnich. W XIX wieku miasto rozwijało się, mimo że nie powstały w Chełmnie żadne większe fabryki (poza browarem i cegielnią). W tym okresie wybudowano w Chełmnie większość zachowanych kamienic, głównie w obrębie starego miasta oraz w okolicach ulicy Dworcowej, będącej przedłużeniem ulicy Grudziądzkiej i wraz z nią tworzącej główną oś miasta. W 1842 roku powstała miejska sieć wodociągowa, a w 1867 roku uruchomiono gazownię miejską. Po zjednoczeniu Niemiec w 1871 roku miasto w składzie niemieckiej prowincji Prusy Zachodnie. W czasach zaboru niemieckiego, ze względu na strategiczne położenie Chełmna, powstał w mieście stały garnizon, na który składały się koszary przy obecnej ul. 22 Stycznia, Biskupiej i obecnej al. 3 Maja.
Do Polski Chełmno powróciło 22 stycznia 1920 roku. W okresie międzywojennym miasto nadal rozwijało się: rozbudowano sieć wodociągową, gruntownie odnowiono kościół farny, założono istniejące do dziś zgromadzenie księży Pallotynów, wybudowano wały przeciwpowodziowe, a także utworzono zalążek miejskiego muzeum. W tym okresie miasto opuściło wielu Niemców oraz większość społeczności żydowskiej (niemal w całości zasymilowanej). Ostatnim starostą chełmińskim był Zygmunt Gużewski.
Chełmno zostało zajęte przez Niemców bez walki 5 września 1939 roku i rozpoczęła się niemiecka okupacja. W czasie okupacji Niemcy w lesie w pobliskich Klamrach wymordowali polską elitę. Prześladowania dotknęły także chełmińskich Żydów, zniszczona została położona przy ulicy Poprzecznej synagoga oraz kirkut położony przy ulicy 3 Maja (nieopodal murów miejskich). Nie wiadomo, ilu mieszkańców Chełmna zginęło w Holocauście, jednak społeczność żydowska Chełmna zniknęła całkowicie. Straty materialne miasta były niewielkie, przetopiono jedynie dzwony z kościoła farnego, zniszczono kapliczkę ze źródełkiem oraz zamurowano niszę z Matką Boską na bramie Grudziądzkiej. Wycofujący się Niemcy podpalili także magazyn znajdujący się w okolicach obecnego osiedla im. Franciszka Raszei. 28 stycznia 1945 roku do miasta wkroczyły oddziały 70 Armii 2 Frontu Białoruskiego

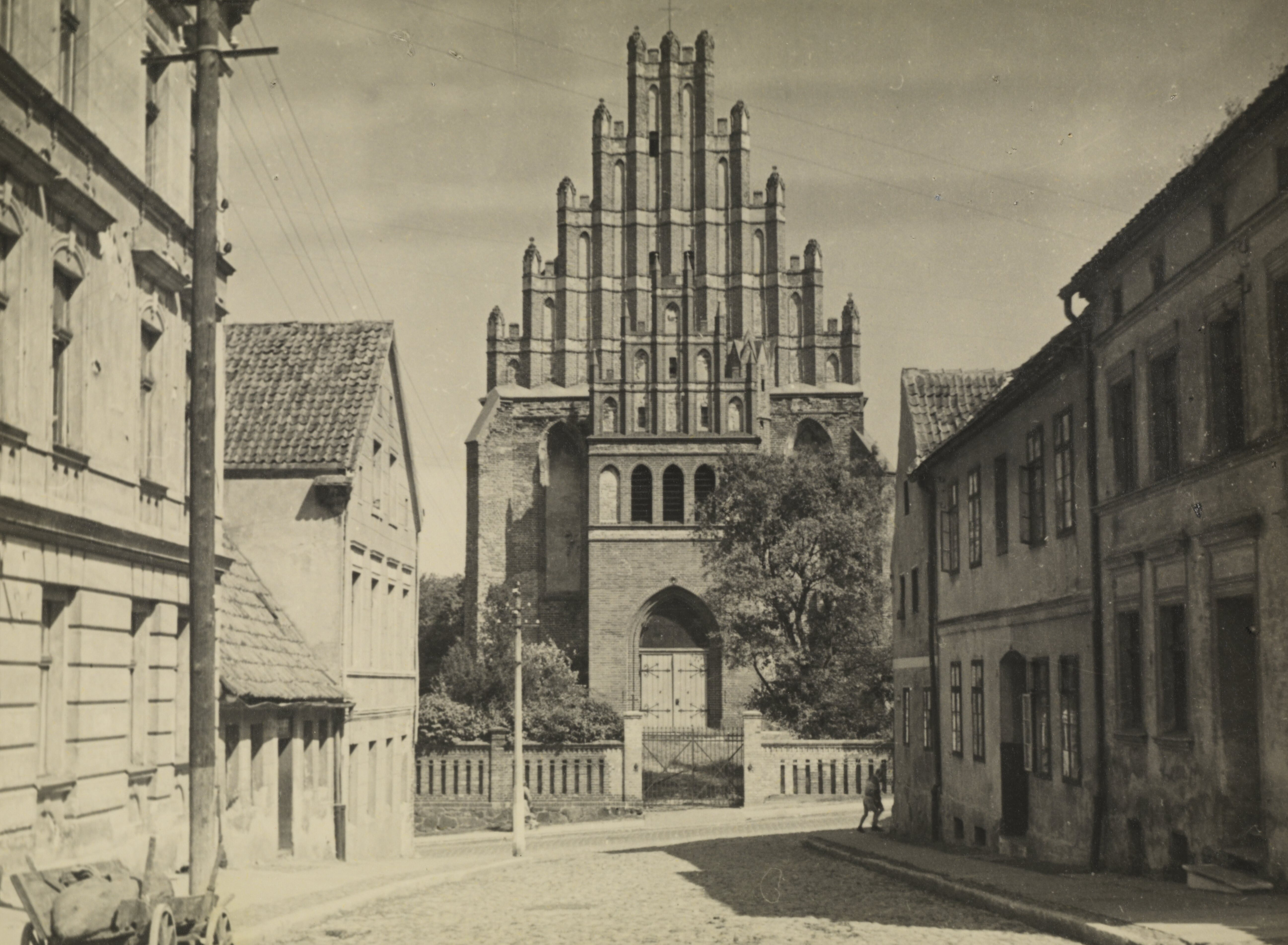
Kościół Dominikanów w 1945

Na podstawie dekretu PKWN z 31 sierpnia 1944 zostały utworzone miejsca odosobnienia, więzienia i ośrodki pracy przymusowej dla „hitlerowskich zbrodniarzy oraz zdrajców narodu polskiego”. Obóz pracy nr 14 Ministerstwo Bezpieczeństwa Publicznego utworzyło w Chełmnie. Na terenie miasta w 1945 funkcjonował także obóz NKWD.
Po wojnie w mieście powstało kilka zakładów przemysłowych; najważniejszymi są wciąż istniejące: Fabryka Akcesoriów Meblowych (FAM) oraz zakłady Ursus. Wybudowano także osiedla bloków, które dzięki umiejscowieniu ich na obrzeżach miasta nie zakłóciły zabytkowej panoramy.
W latach 60. i 70. nastąpił szybki rozwój miasta. W 1963 r. zbudowano most na Wiśle, co wpłynęło korzystnie na sytuację komunikacyjną Chełmna, będącego ośrodkiem powiatu (z przerwą w latach 1975–1998), należącego do województwa pomorskiego (do 1950), następnie bydgoskiego (1950–1975), toruńskiego (1975–1998), a obecnie do kujawsko-pomorskiego.

### Kalendarium
Źródło
- Około 4000–3000 lat p.n.e. – pierwsze osadnictwo na ziemi chełmińskiej
- VII–IX wiek – pierwsze ślady osadnictwa wczesnośredniowiecznego; początki grodu warownego na górze św. Wawrzyńca w Kałdusie
- X wiek – Chełmno pełni funkcję grodu kasztelańskiego[21]
- 1065 – pierwsza wzmianka o Chełmnie (łac. Culmen) w dokumencie wystawionym przez Bolesława II Szczodrego dla Klasztoru Benedyktynów w Mogilnie
- 1226 – książę Konrad Mazowiecki sprowadza na ziemię chełmińską rycerzy zakonu krzyżackiego
- 1232 – spalenie grodu chełmińskiego w Kałdusie[20]. Zakon krzyżacki przenosi się do Starogrodu, budując w nim zamek i miasto. Chełmno staje się siedzibą pierwszej komturii krzyżackiej noszącej miano komturii chełmińskiej
- 28 grudnia 1232 – Chełmno otrzymuje przywilej lokacyjny zwany prawem chełmińskim (odnowiony w 1251 r.), wzorzec ustrojowy dla ponad 200 miast polskich
- Połowa XIII wieku – Krzyżacy przenoszą miasto na obecne miejsce
- XIII/XIV wiek – okres rozkwitu miasta. Chełmno przystępuje do Związku Hanzy. Podstawą znaczenia i sławy Chełmna staje się handel tranzytowy
- XIV/XV wiek – niezadowolenia wśród miast i rycerstwa w Państwie Zakonnym. Powstaje Towarzystwo Jaszczurcze (w 1397 r.) i Związek Pruski (w 1440 r.)
- 1410 – udział Chełmna w bitwie pod Grunwaldem pod Chorągwią Ziemi Chełmińskiej po stronie Krzyżaków, oddziały Chełmna, Torunia i in. oraz rycerstwo odmówiło walki przeciwko Polsce, opuściło chorągiew i nie ruszyło w pole. Za to m.in. ścięto Mikołaja z Ryńska i in.
- 1454–1466 – wojna trzynastoletnia, zakończona II pokojem toruńskim. Do Polski powraca ziemia chełmińska
- 1457–1479 – 22-letnia okupacja miasta przez zaciężnego krzyżackiego Bernarda Szumborskiego
- Do 1458 – funkcjonowanie Sądu Wyższego Prawa Chełmińskiego
- XVI i XVII wiek – rozwój gospodarczy miasta. Do miasta przybywają Szkoci i Holendrzy
- XVIII wiek – okres zubożenia miasta, do którego doprowadzają kolejne wojny: północna, sukcesyjna i siedmioletnia
- 1708–1711 – miasto ogarnia zaraza, powodując znaczny spadek ludności
- 13 września 1772 – I rozbiór Polski. Chełmno trafia pod zabór pruski
- XIX wiek – Chełmno staje się najsilniejszym ośrodkiem polskości na Pomorzu Wschodnim
- 1807–1815 – miasto znajduje się w granicach Księstwa Warszawskiego
- 1881 – światowej sławy polski chirurg Ludwik Rydygier dokonał w Chełmnie pierwszej na świecie operacji żołądka
- 22 stycznia 1920 – do Chełmna wkracza wojsko polskie pod dowództwem generała Józefa Hallera
- 1 września 1939 – wybuch II wojny światowej. Niemcy zajmują miasto, dokonując masowych aresztowań i egzekucji ludności Chełmna
- 27 stycznia 1945 – zajęcie miasta przez II Front Białoruski

| Okres                 | Państwo                                     | Zwierzchność                                | Jednostka administracyjna                               | Status miasta                                  | Funkcja miasta                           |
| --------------------- | ------------------------------------------- | ------------------------------------------- | ------------------------------------------------------- | ---------------------------------------------- | ---------------------------------------- |
| 1807–1815             | Księstwo Warszawskie                        | Cesarstwo Francuskie                        | departament bydgoski (Département de Bydgoszcz)         | pol. Powiat chełmiński fr. Le district Chelmno | Miasto i siedziba podprefekta (starosty) |
| 1815–1824             | Królestwo Prus                              | Królestwo Prus                              | Provinz Westpreußen, Regierungsbezirk Marienwerder      | Landkreis Kulm                                 | Miasto i siedziba landrata (starosty)    |
| 1824–1878             | Królestwo Prus od 1871 Cesarstwo Niemieckie | Królestwo Prus od 1871 Cesarstwo Niemieckie | Preußen, Regierungsbezirk Marienwerder                  | Landkreis Kulm                                 | Miasto i siedziba landrata               |
| 1878–1920             | Cesarstwo Niemieckie                        | Cesarstwo Niemieckie                        | Provinz Westpreußen, Regierungsbezirk Marienwerder      | Landkreis Kulm                                 | Miasto i siedziba landrata               |
| 1920–1939             | Rzeczpospolita Polska                       | Rzeczpospolita Polska                       | województwo pomorskie                                   | Powiat chełmiński                              | Miasto i siedziba powiatu ziemskiego     |
| 1939–1945             | III Rzesza Niemiecka                        | III Rzesza Niemiecka                        | Reichsgau Danzig–Westpreußen, Regierungsbezirk Bromberg | Landkreis Kulm                                 | Miasto i siedziba powiatu ziemskiego     |
| 1945 luty–kwiecień*** | Rzeczpospolita Polska                       | Rzeczpospolita Polska                       | województwo pomorskie                                   | Powiat chełmiński                              | Miasto i siedziba powiatu ziemskiego     |
| 1945–1950             | Rzeczpospolita Polska                       | Rzeczpospolita Polska                       | województwo pomorskie                                   | Powiat chełmiński                              | Miasto i siedziba powiatu ziemskiego     |
| 1950–1952             | Rzeczpospolita Polska                       | Rzeczpospolita Polska                       | województwo bydgoskie                                   | Powiat chełmiński                              | Miasto i siedziba powiatu ziemskiego     |
| 1952–1975             | Polska Rzeczpospolita Ludowa                | Polska Rzeczpospolita Ludowa                | województwo bydgoskie                                   | Powiat chełmiński                              | Miasto i siedziba powiatu ziemskiego     |
| 1975–1989             | Polska Rzeczpospolita Ludowa                | Polska Rzeczpospolita Ludowa                | województwo toruńskie                                   | Gmina Chełmno                                  | Miasto i siedziba gminy Chełmno          |
| 1989–1998             | Rzeczpospolita Polska                       | Rzeczpospolita Polska                       | województwo toruńskie                                   | Rejon grudziądzki                              | Miasto i siedziba gminy Chełmno          |
| od 1999               | Rzeczpospolita Polska                       | Rzeczpospolita Polska                       | województwo kujawsko-pomorskie                          | Powiat chełmiński                              | Miasto i siedziba władz powiatu          |

## Zabytki

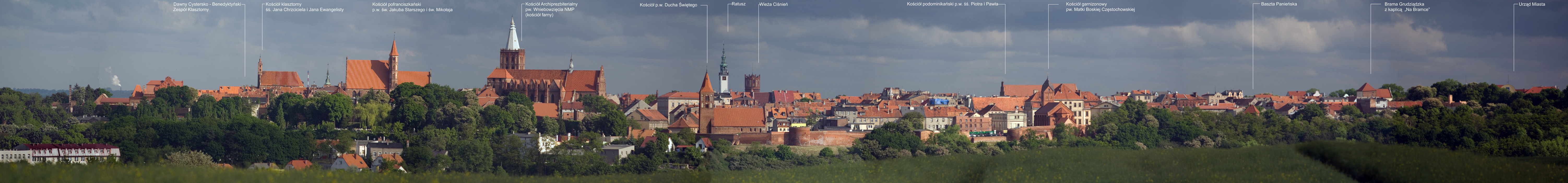
Panorama starego miasta

Chełmno jest bogate w zabytki, zachowało się sześć gotyckich kościołów, prawie nienaruszony średniowieczny układ urbanistyczny, pochodzący prawdopodobnie z czasu drugiej lokacji (po 1251 r.) oraz prawie cały obwód murów miejskich, renesansowy ratusz, a także wiele kamienic, z których najstarsze sięgają XIII wieku. 20 kwietnia 2005 roku Stare Miasto zostało wpisane na listę Pomników historii. Zabytki Chełmna są na Europejskim Szlaku Gotyku Ceglanego. 

- Dawna fara, parafialny kościół Wniebowzięcia Najświętszej Maryi Panny, zajmujący południowy, narożny przyrynkowy blok zabudowy; zbudowano go prawdopodobnie w dwóch fazach w latach 1280–1320.
- Renesansowy ratusz, przebudowany z gotyckiego XIII-wiecznego w latach 1567–1572 i 1584–1596, z rozbudowaną attyką, jeden z najcenniejszych zabytków renesansu w północnej Polsce.
- Pofranciszkański kościół św. Jakuba i Mikołaja, trójnawowy z prostokątnym prezbiterium, budowany od końca XIII do pierwszej ćwierci XIV w.
- Podominikański kościół św. ap. Piotra i Pawła, gotycki, pierwotnie dwunawowy, przebudowany w XIV w. na trójnawowy (z bardzo wąską nawą północną), a następnie zbarokizowany w XVIII w. W pierwotnej postaci zachowało się prezbiterium.
- Zespół klasztorny ss. Miłosierdzia, dawniej cysterek, następnie benedyktynek: kościół śś. Jana Chrzciciela i Ewangelisty, z bogatym wyposażeniem wnętrza z przełomu XVI / XVII w. i XVIII w.; klasztor zbudowany od trzeciej ćwierci XIII do początku XIV w., przebudowany na przełomie XVI i XVII w. i w stylu neogotyckim w XIX i XX w., do najstarszych elementów należy tzw. wieża Mestwina (w której rzekomo książę miał być więziony), prawdopodobnie dawna strażnica krzyżacka z pierwszej połowy XIII w.; na terenie klasztoru znajduje się również dawna brama Merseburska i dom konwentu – pozostałość gotyckiego zamku, przebudowana w XIX w.
- Kościół Ducha Świętego, zbudowany w latach 1280–1290, ceglany o drewnianym sklepieniu kolebkowym, pierwotnie kościół szpitalny.
- Kaplica św. Marcina.
- Prawie kompletny obwód murów miejskich z basztami (jedne z najdłuższych takich murów w Polsce – 2,3 km)[24].
  - Brama Grudziądzka z końca XIII w., z dobudowaną w XVII w. kaplicą (tzw. kaplica Na Bramce).
  - Brama Merseburska z II połowy XIII w.
  - Wieża Mestwina z II połowy XIII w. (prawdopodobnie najstarszy zabytek Chełmna)
  - Baszta Prochowa z przełomu XIII / XIV w.
  - Baszta Dominikańska z początku XIV w.
  - Baszta Panieńska z XIV w.
- Barokowy budynek Akademii Chełmińskiej, przebudowany w XIX w.
- Dawna poczta z czwartej ćwierci XVII w., przebudowana w połowie XIX w. i w 1911
- Klasycystyczna rogatka z ok. 1810 (ul. Toruńska 21)
- Arsenał z 1811, przebudowany w 1885 (obecna biblioteka publiczna)
- Dawne koszary korpusu kadetów z 1776 (ul. 22 Stycznia 16) i szkoła kadetów.
- Liczne zabytkowe kamienice, m.in.:
  - Kamienica Cywińskich, gotycka, z drugiej połowy XIII w., przebudowana w 1570 i ponownie w stylu klasycystycznym, z wmurowanymi w fasadzie fragmentami rzeźbiarskimi dwóch portali renesansowych.
  - Kamienica przy ul. Grudziądzkiej 18, gotycka z przełomu XIII i XIV w., przebudowywana w XIX i pocz. XX w., z zachowaną w dobrym stanie gotycką elewacją tylną
  - Kamienice przy Rynku, m.in. nr 5 i 6 (dawny dom kupiecki), z zachowanymi reliktami gotyckimi, przebudowywane w XVI, XVII, XIX i XX w.
  - Kamienica późnobarokowa z drugiej połowy XVIII w. przy ul. Grudziądzkiej 36.
  - Kamienica klasycystyczna z 1. poł. XIX w. przy Rynku 12
  - zespół domów z końca XVIII – pocz. XIX w. przy ulicach Ducha Św. i 22 Stycznia, zbudowanych po I rozbiorze Polski dla pracowników manufaktury sukna
  - kamienice w stylu historyzmu, secesji i wczesnego modernizmu przy ul. Grudziądzkiej, Dworcowej, Młyńskiej, pl. Wolności
- Spichrze, m.in. spichrz szachulcowy z przełomu XVIII i XIX w. przy ul. Podmurnej 7.
- Pozostałości twierdzy Chełmno na przedpolach miasta.
- Cmentarz parafialny, umiejscowiony na zboczu wzgórza tuż przy murach miejskich z wieloma zabytkowymi grobowcami.
- Okazały gmach starostwa z 1911 roku (obecny urząd miasta) wybudowany według planów architekta drezdeńsko – gdańskiego Curta Hempla[25]

- W Parku Pamięci i Tolerancji im. dr L. Rydygiera jest park miniatur zamków krzyżackich, wykonanych w skali 1:30. Miniatury odwzorowują pierwotny wygląd dziewięciu zamków: z Radzynia Chełmińskiego, Bierzgłowa, Grudziądza, Papowa Biskupiego, Kurzętnika, Rogóźna, Torunia, Pokrzywna oraz zamku wysokiego w Malborku. Zwiedzanie jest bezpłatne[26].

Wybrane zabytki Chełmna
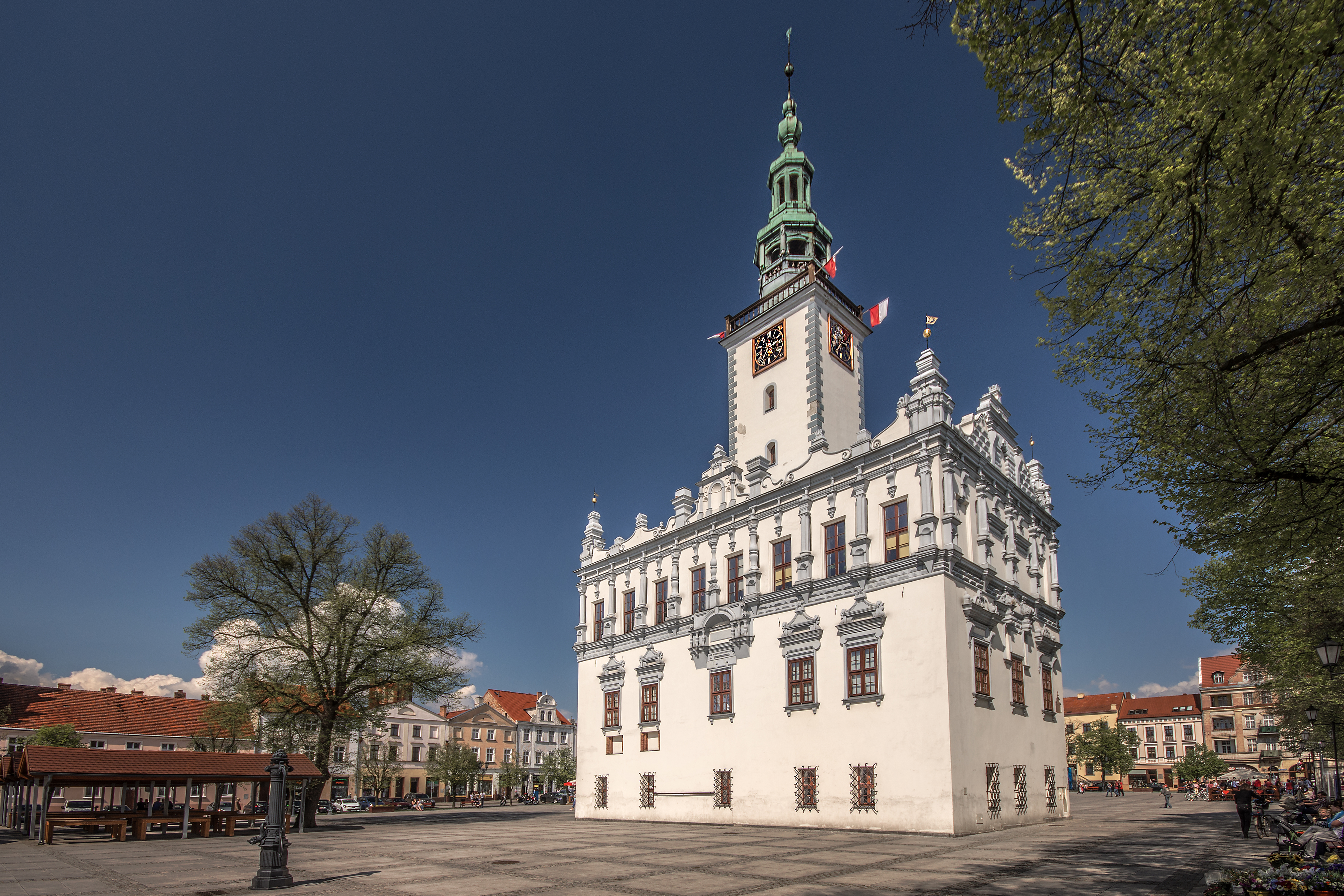
Ratusz
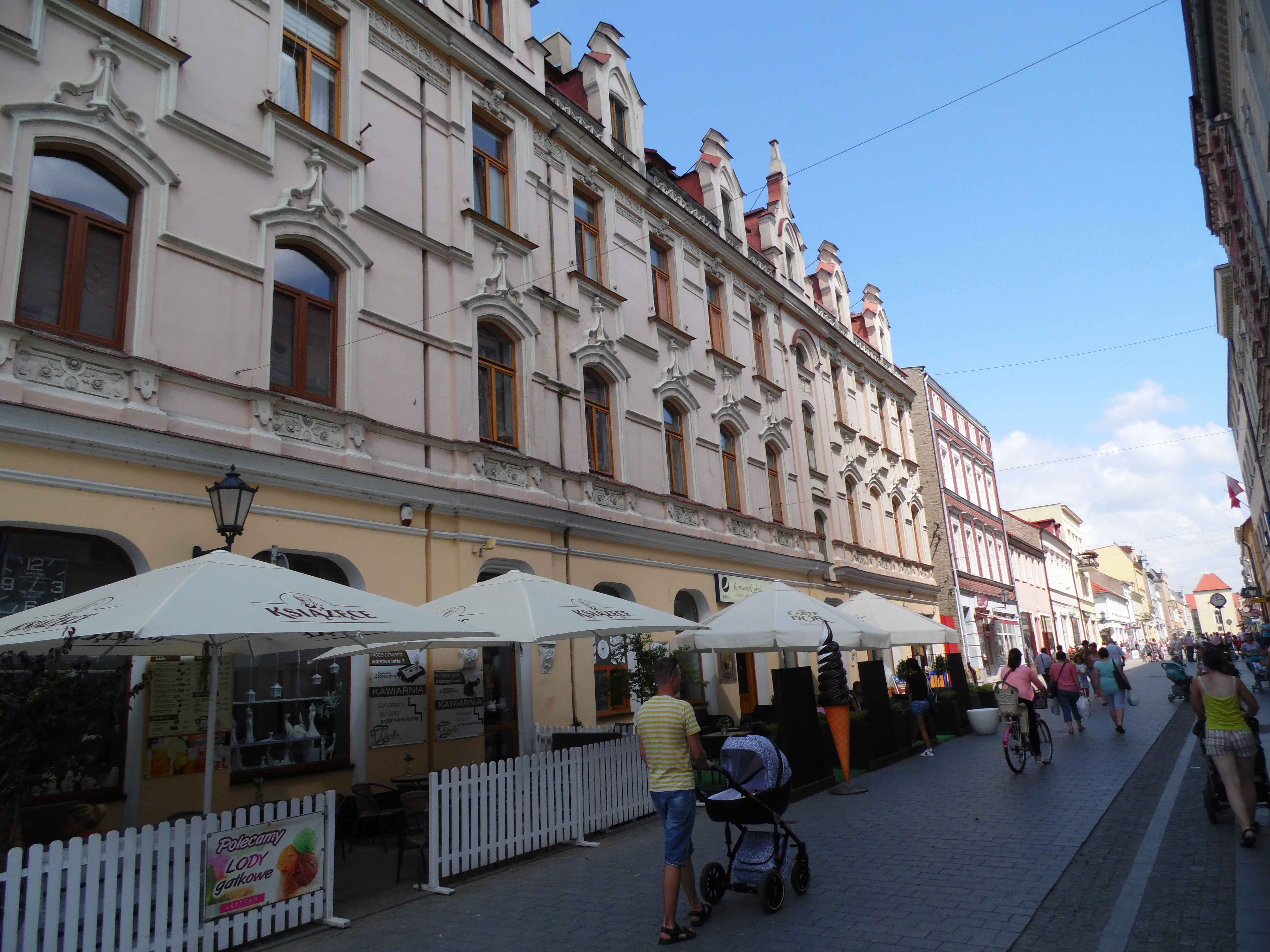
Deptak Starego Miasta
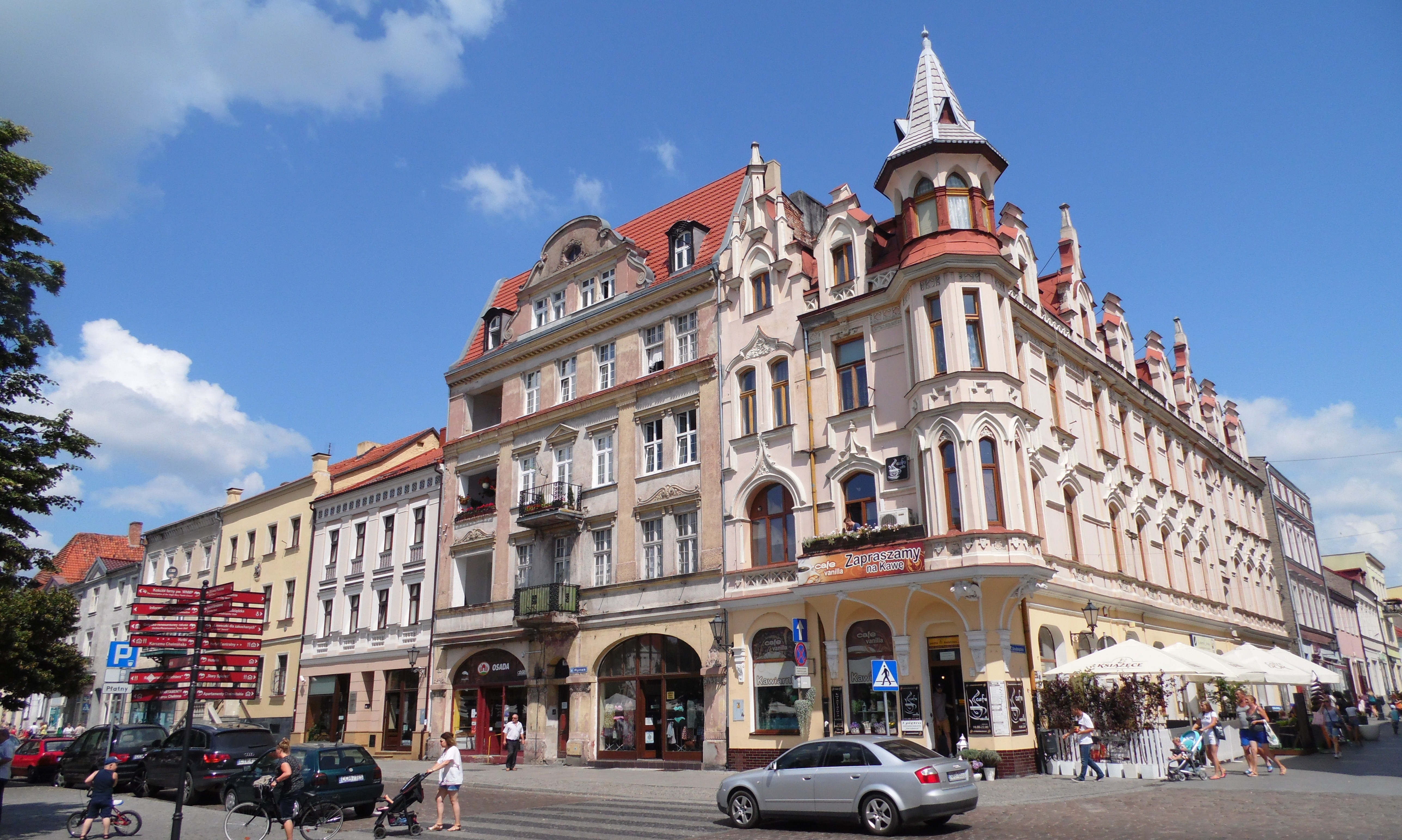
Kamienice na Starym Mieście
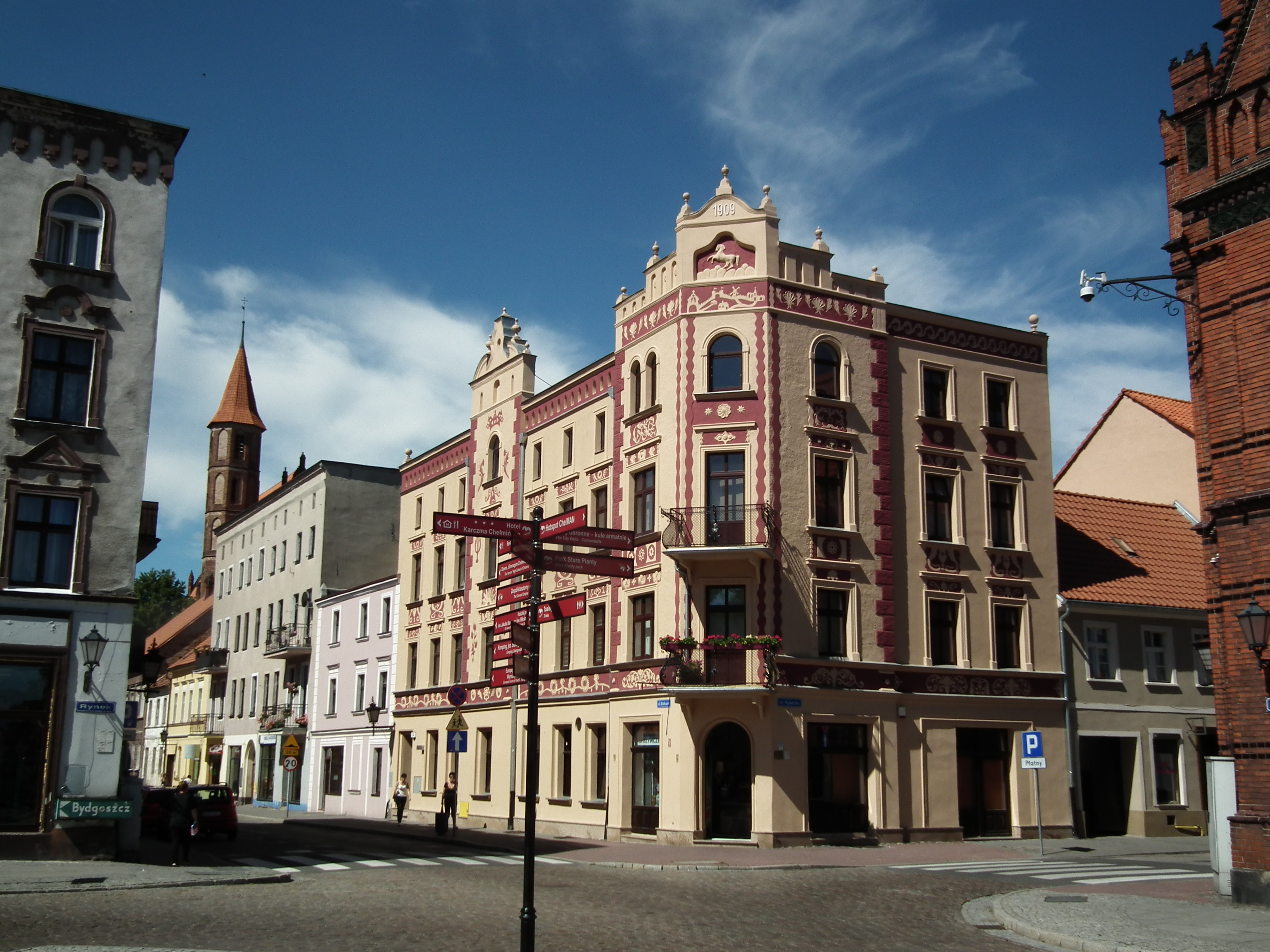
Kamienice na Starym Mieście
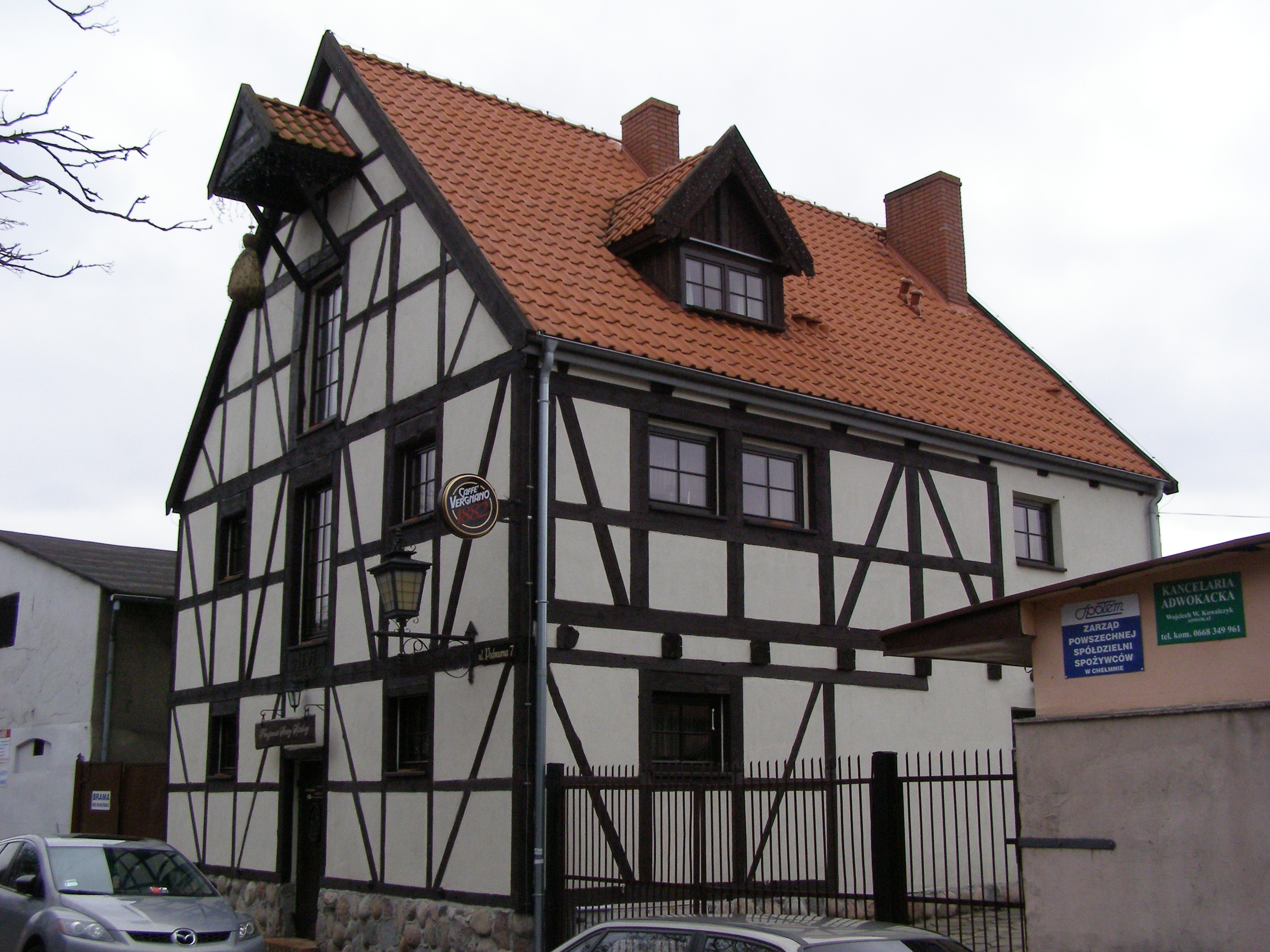
Dawny spichlerz miejski
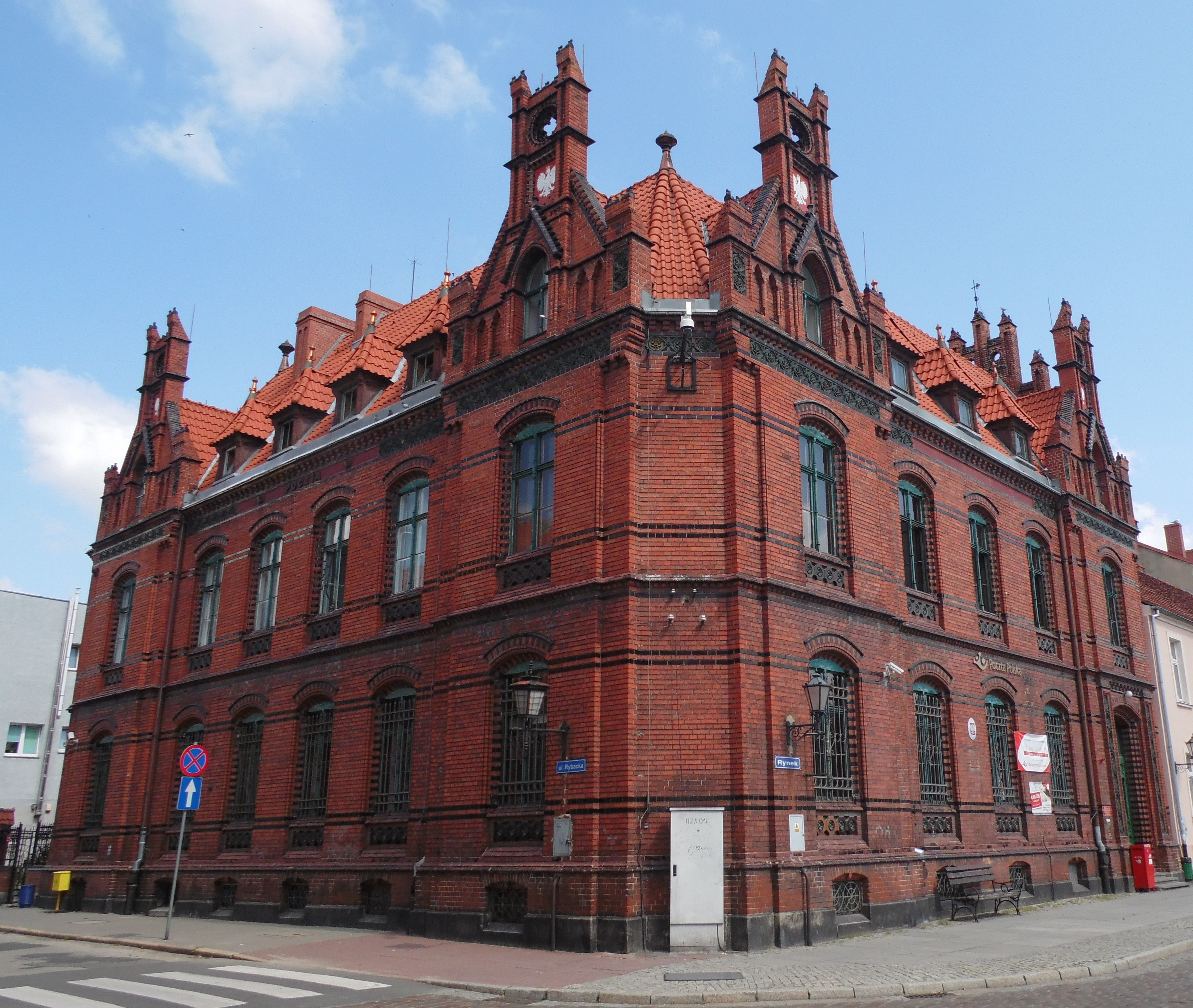
Budynek Poczty Polskiej
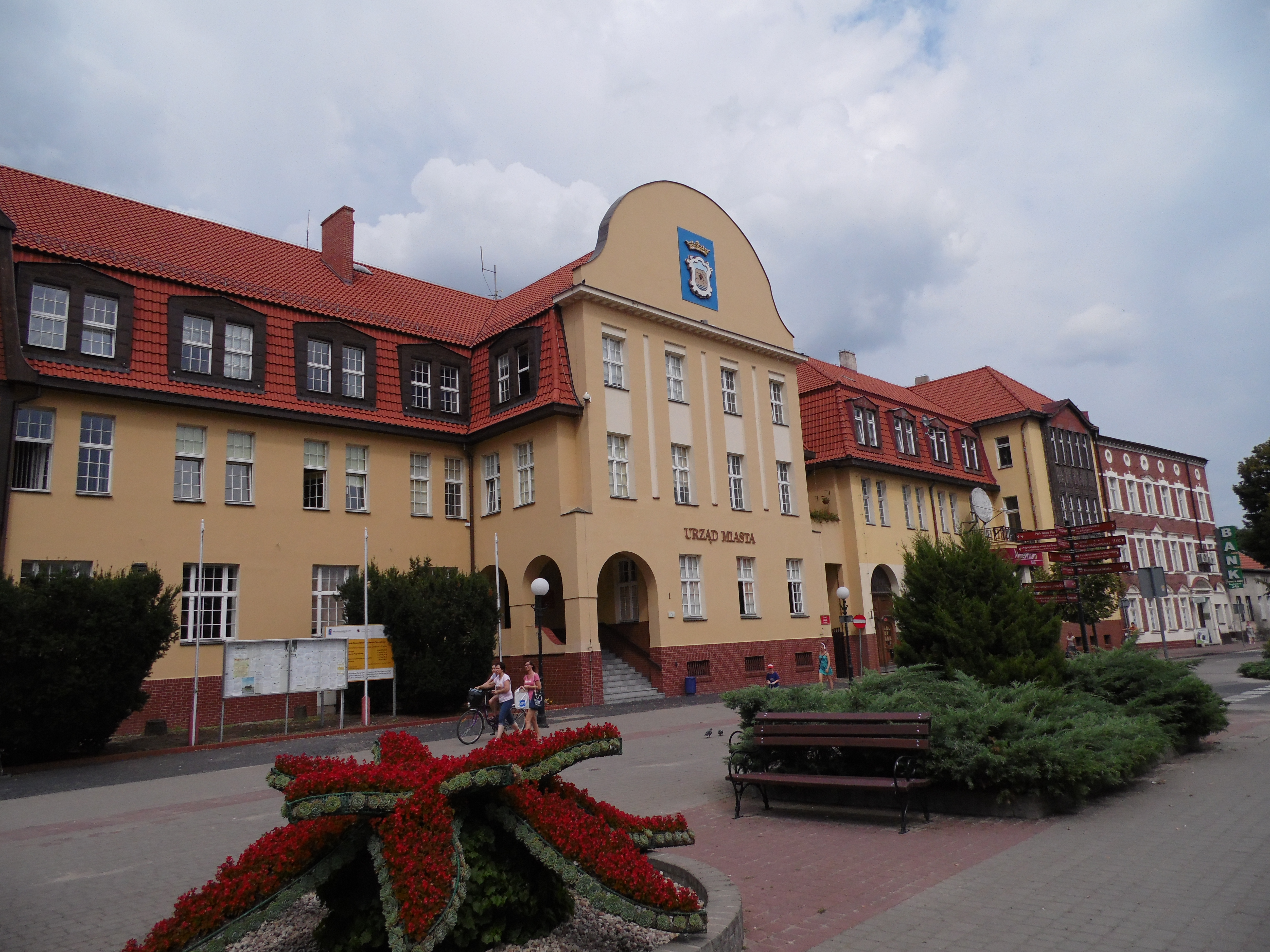
Urząd Miejski
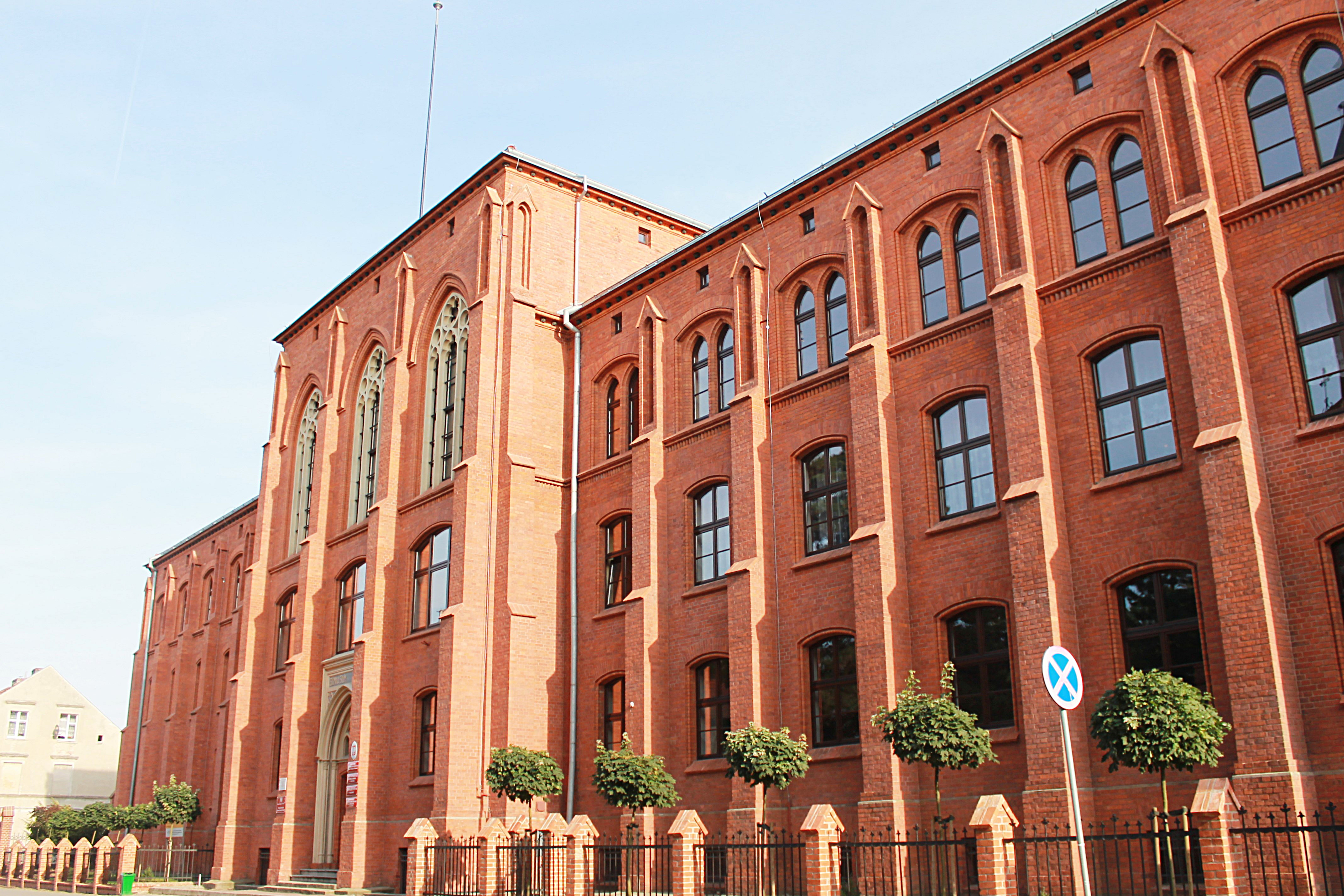
Dawny Zespół Królewskiego Katolickiego Gimnazjum, obecnie Zespół Szkół Ogólnokształcących nr 1
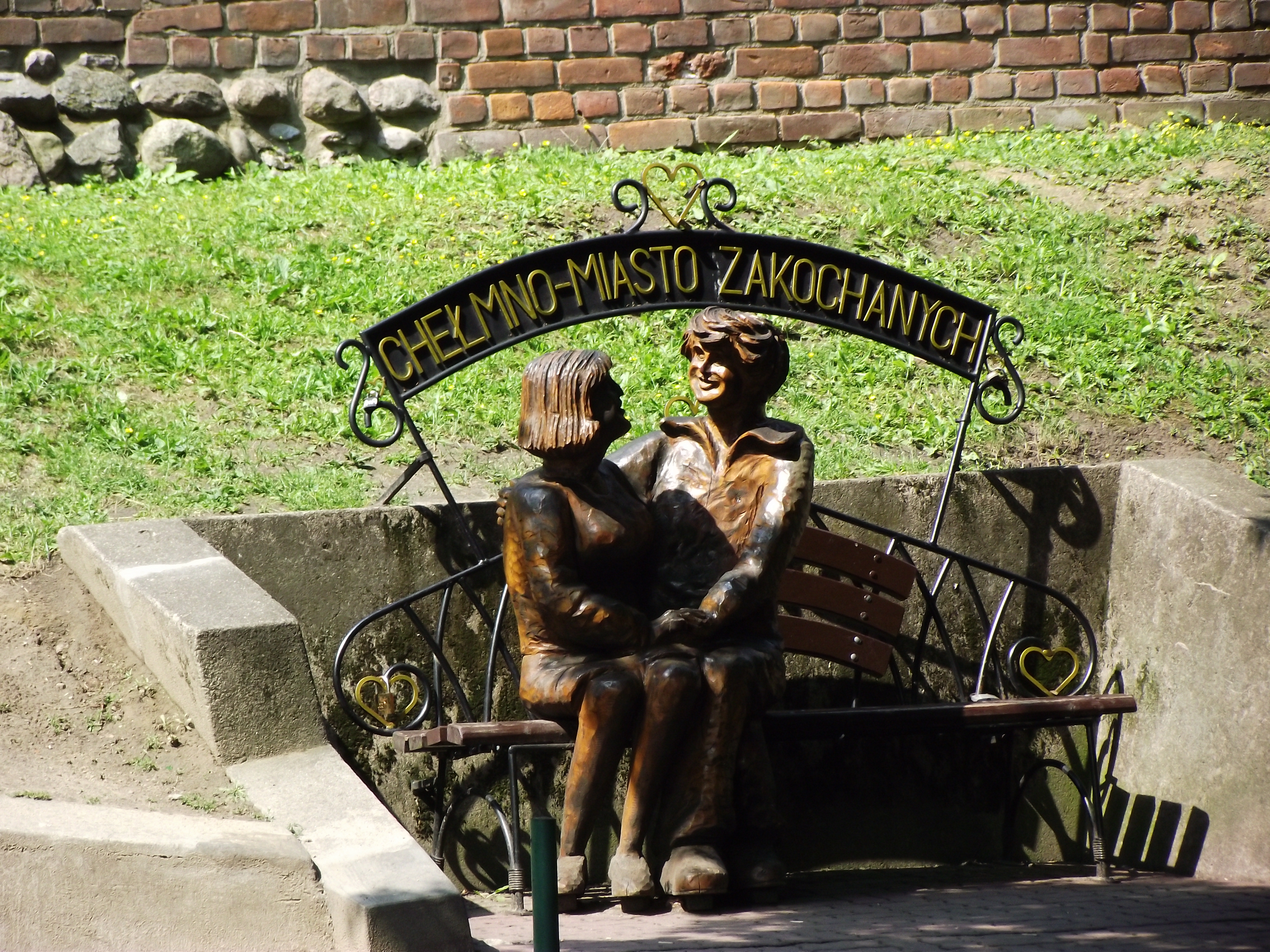
Ławeczka zakochanych
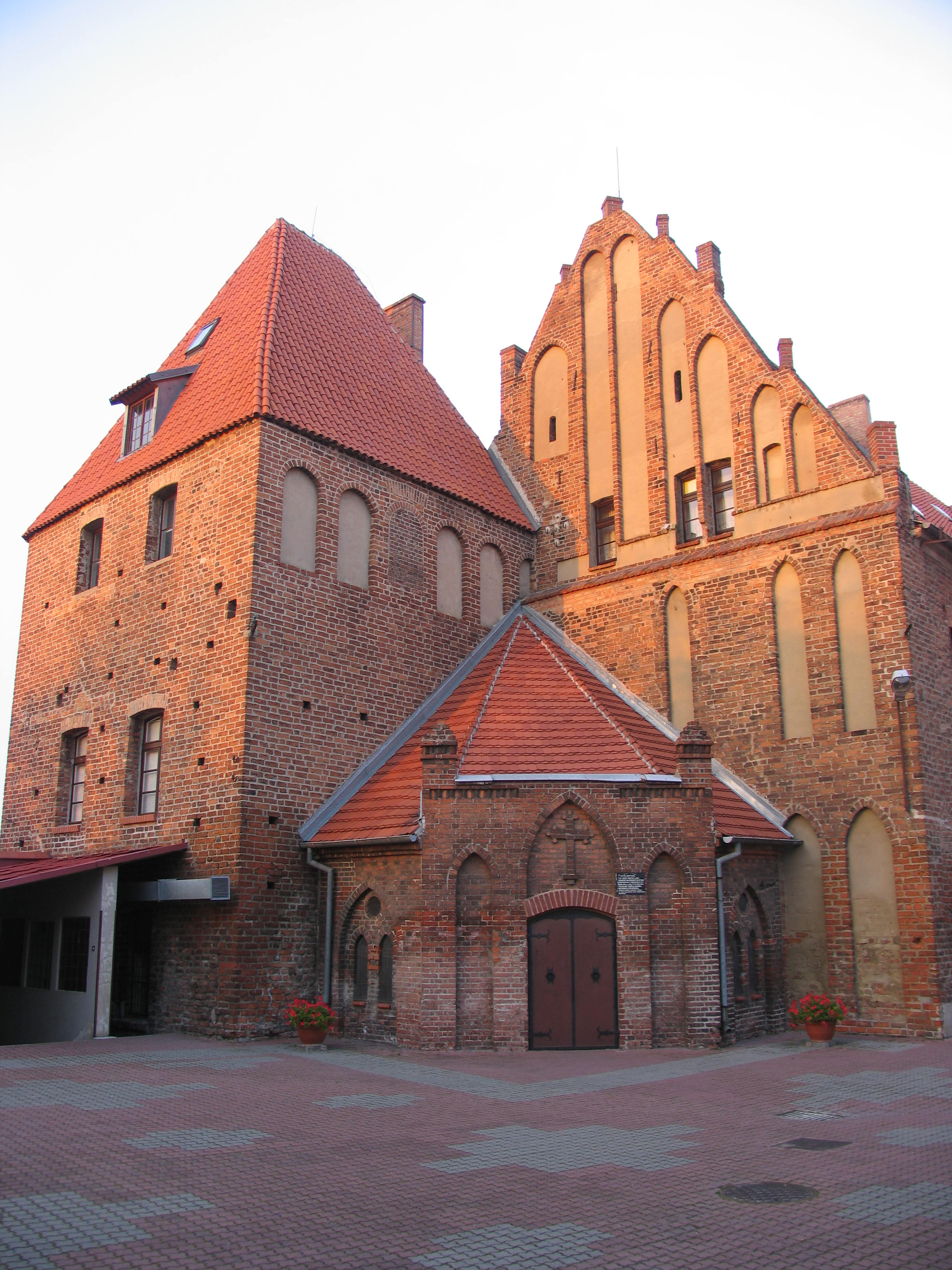
Wieża Mestwina
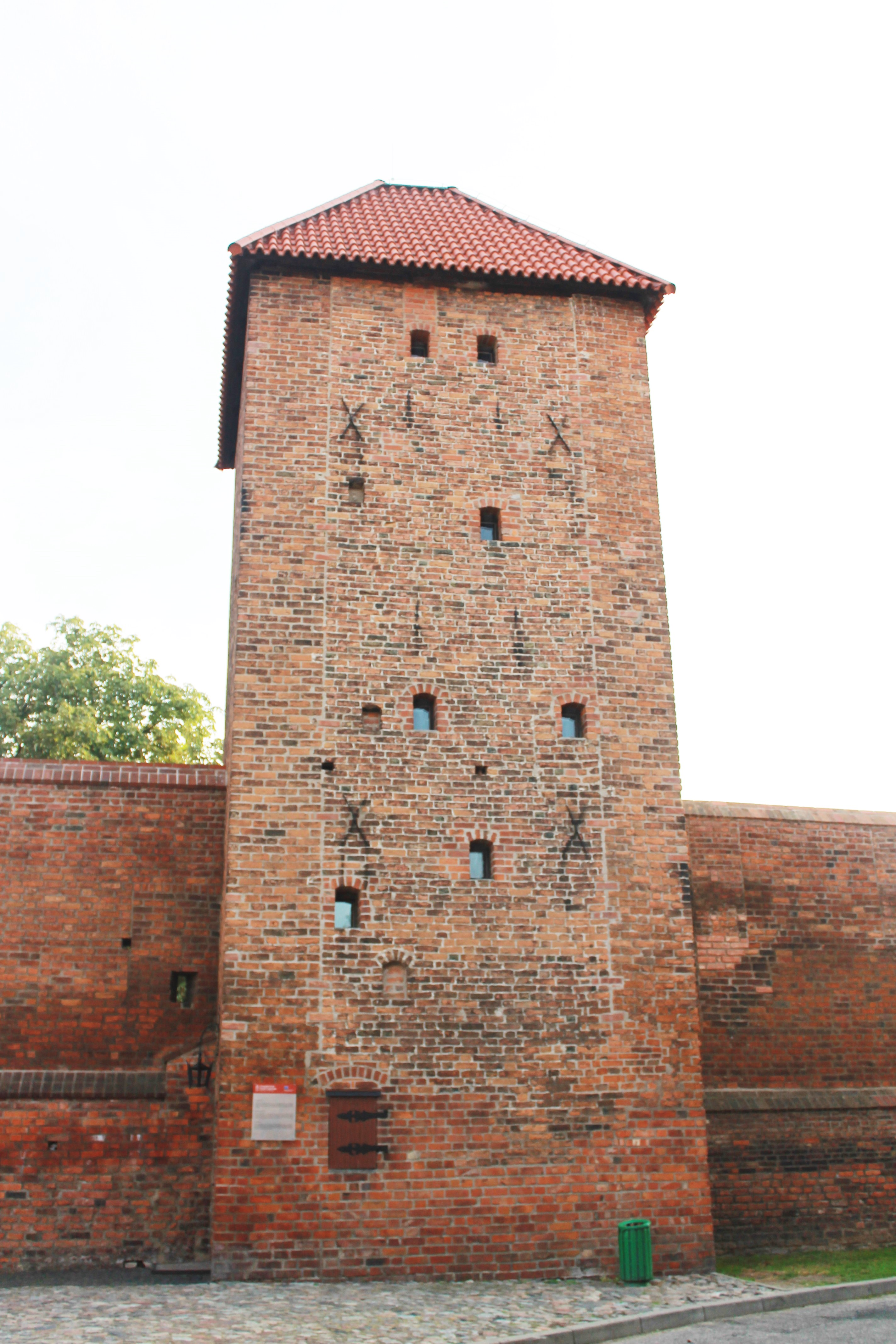
Baszta Prochowa
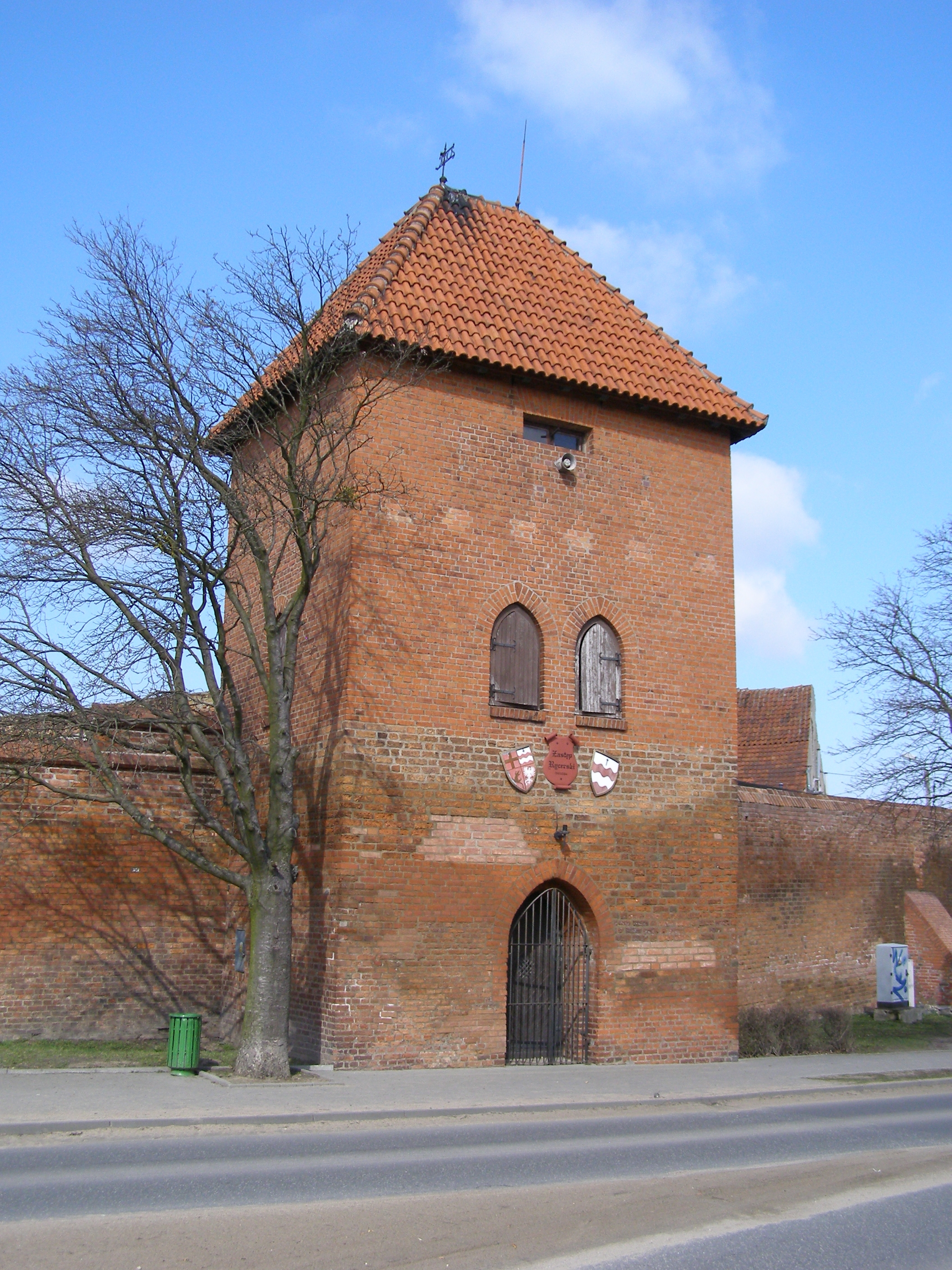
Baszta Panieńska
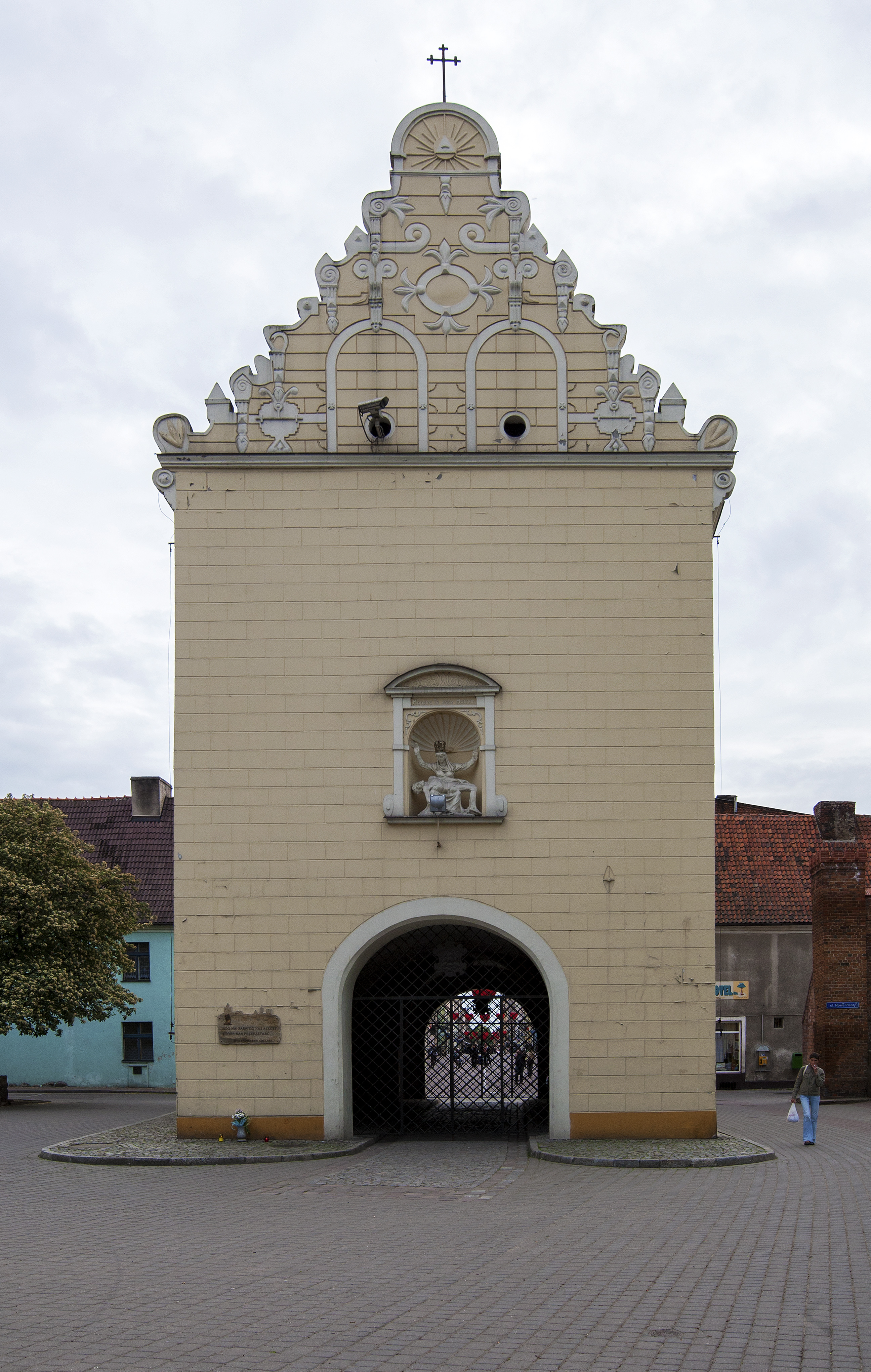
Brama Grudziądzka
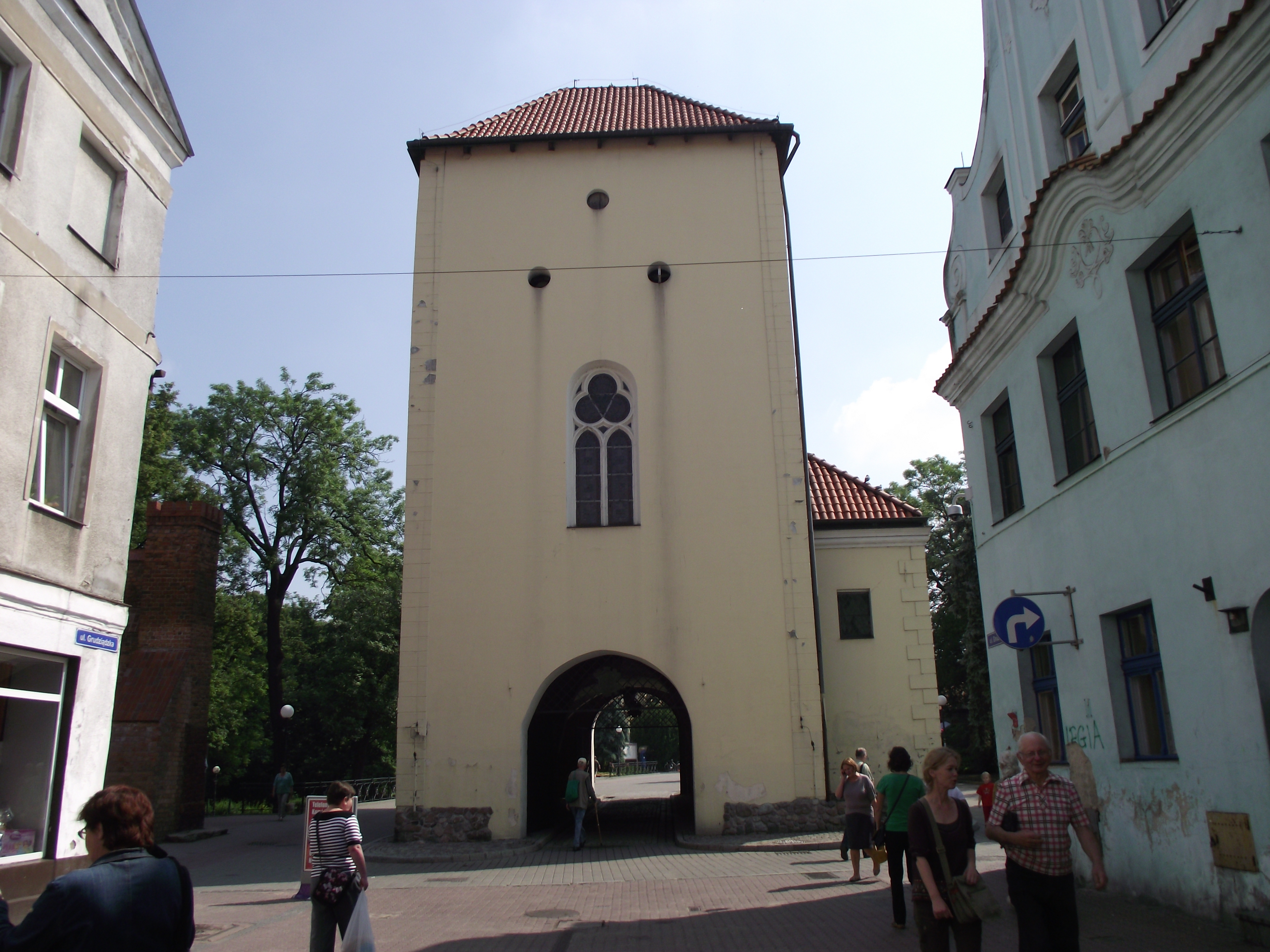
Brama Grudziądzka

Wybrane kościoły Chełmna
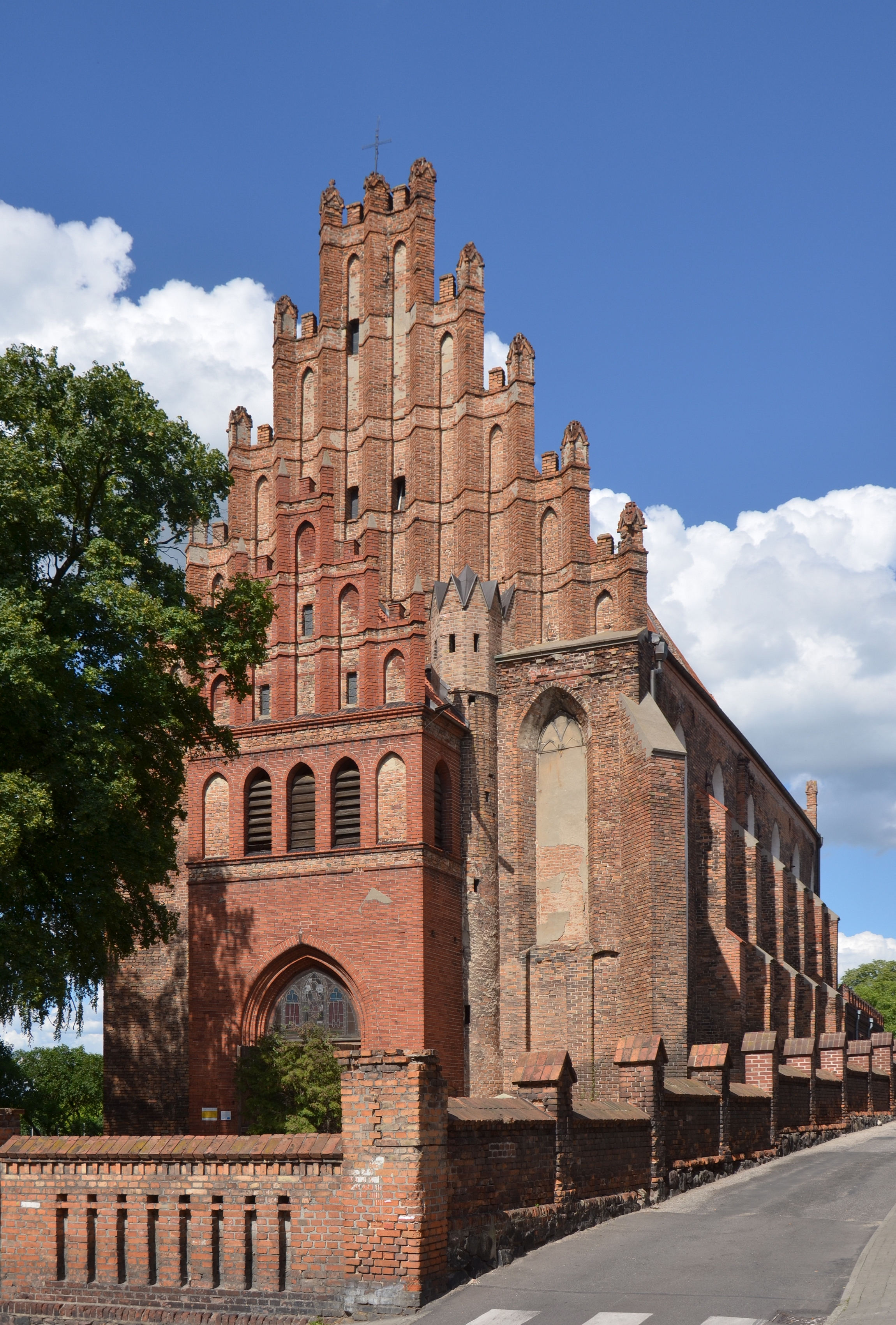
Podominikański kościół św. ap. Piotra i Pawła
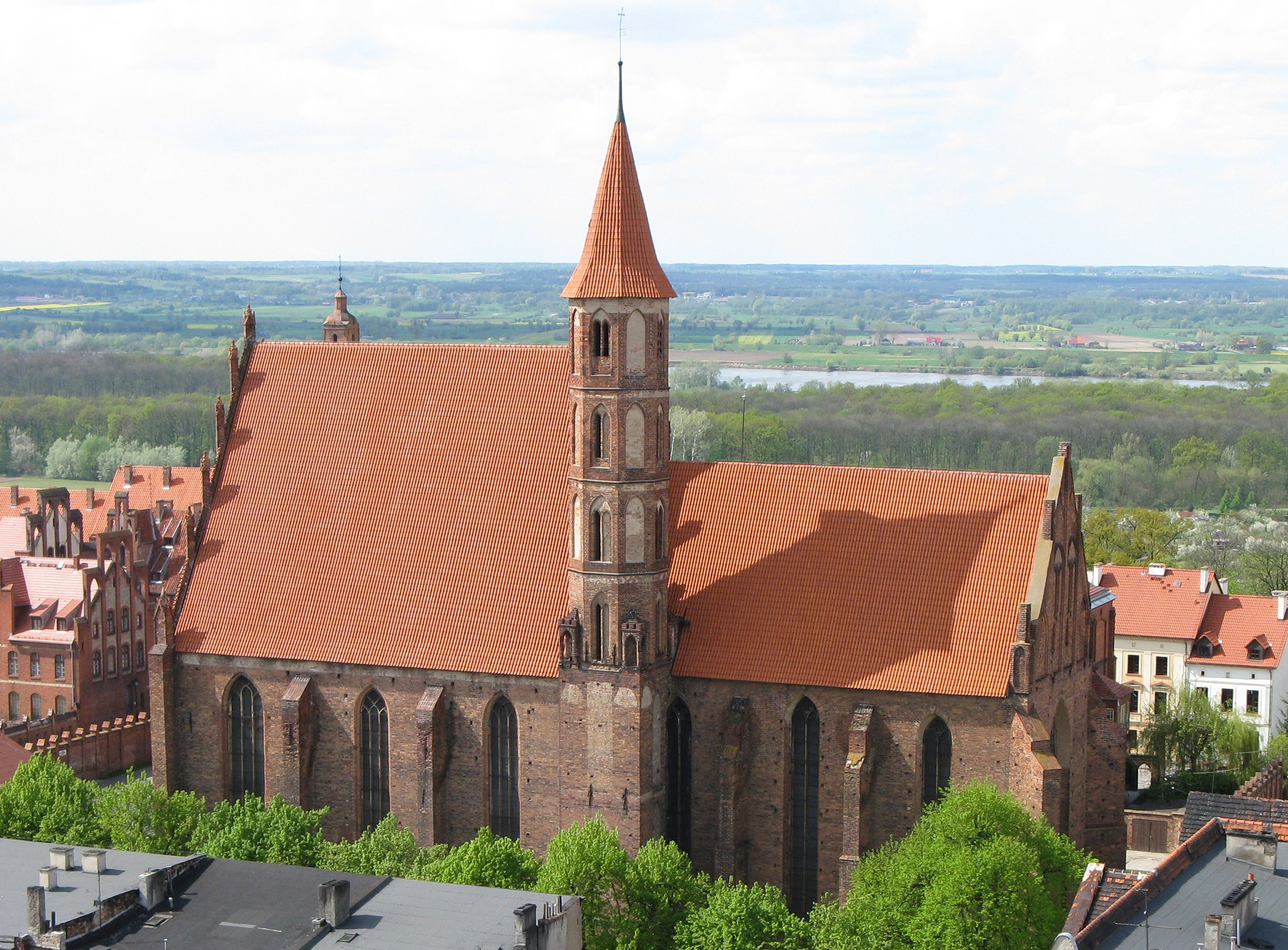
Pofranciszkański kościół św. Jakuba i św. Mikołaja
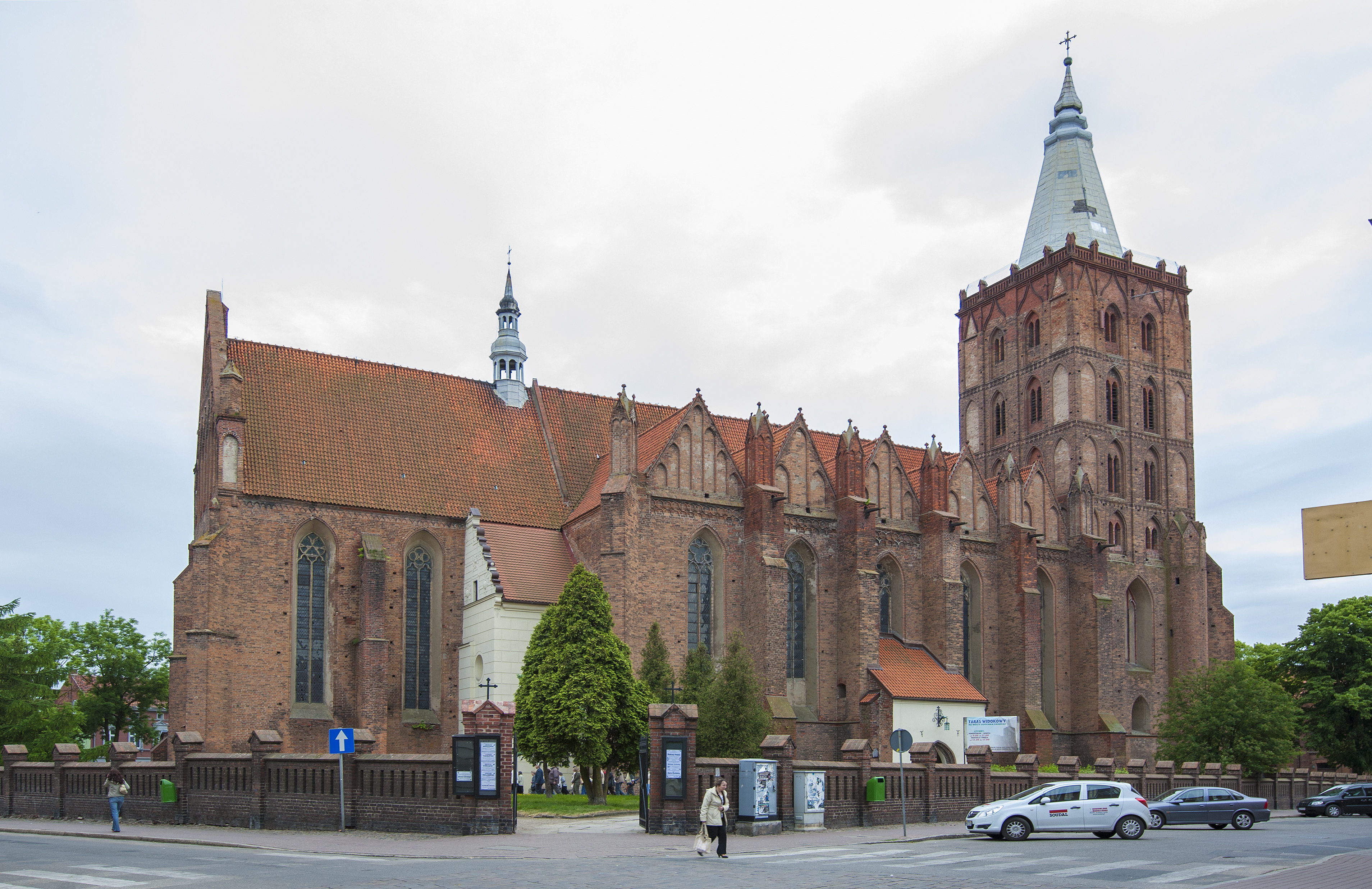
Kościół Wniebowzięcia Najświętszej Maryi Panny
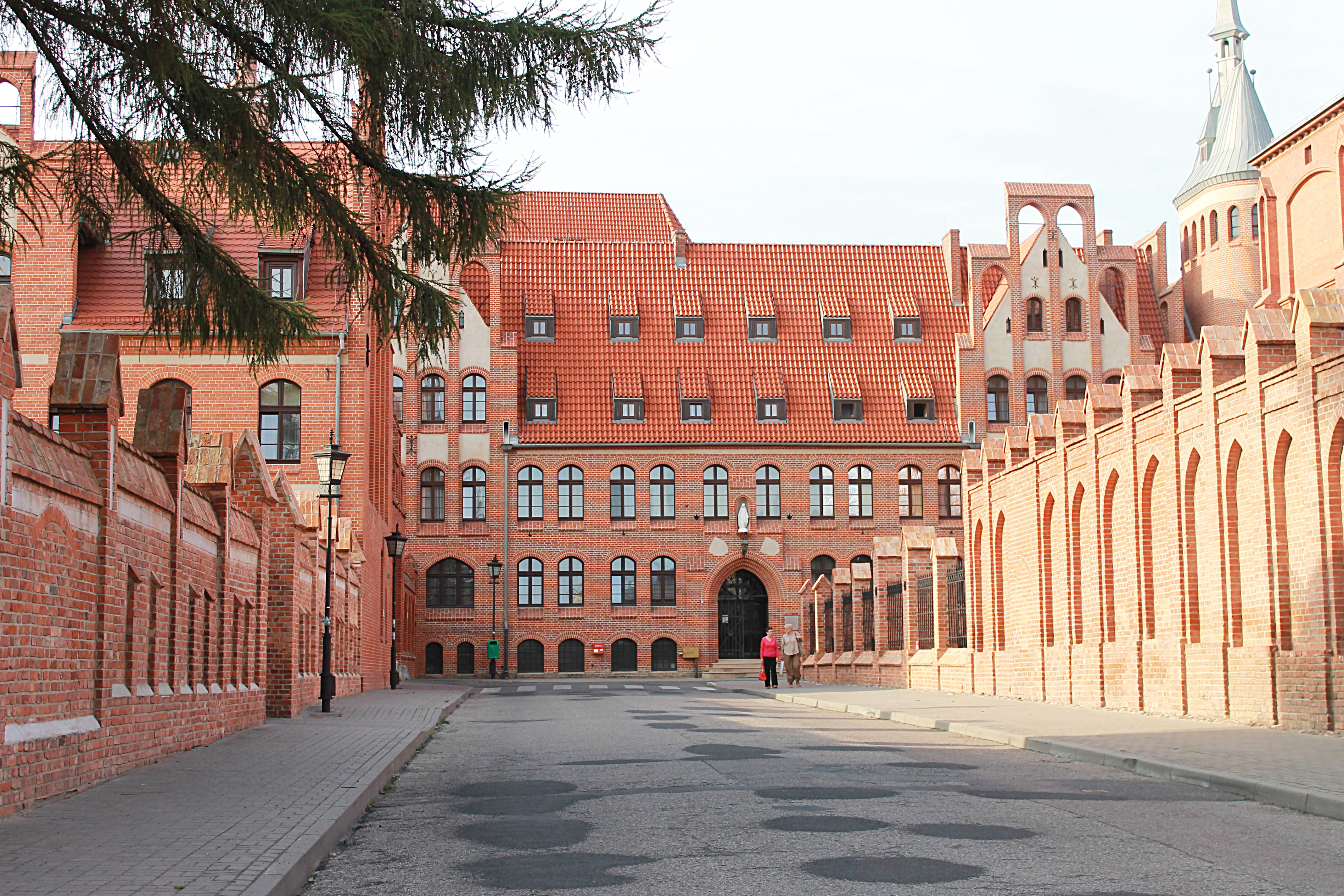
Klasztor Sióstr Miłosierdzia z kościołem św. Jana
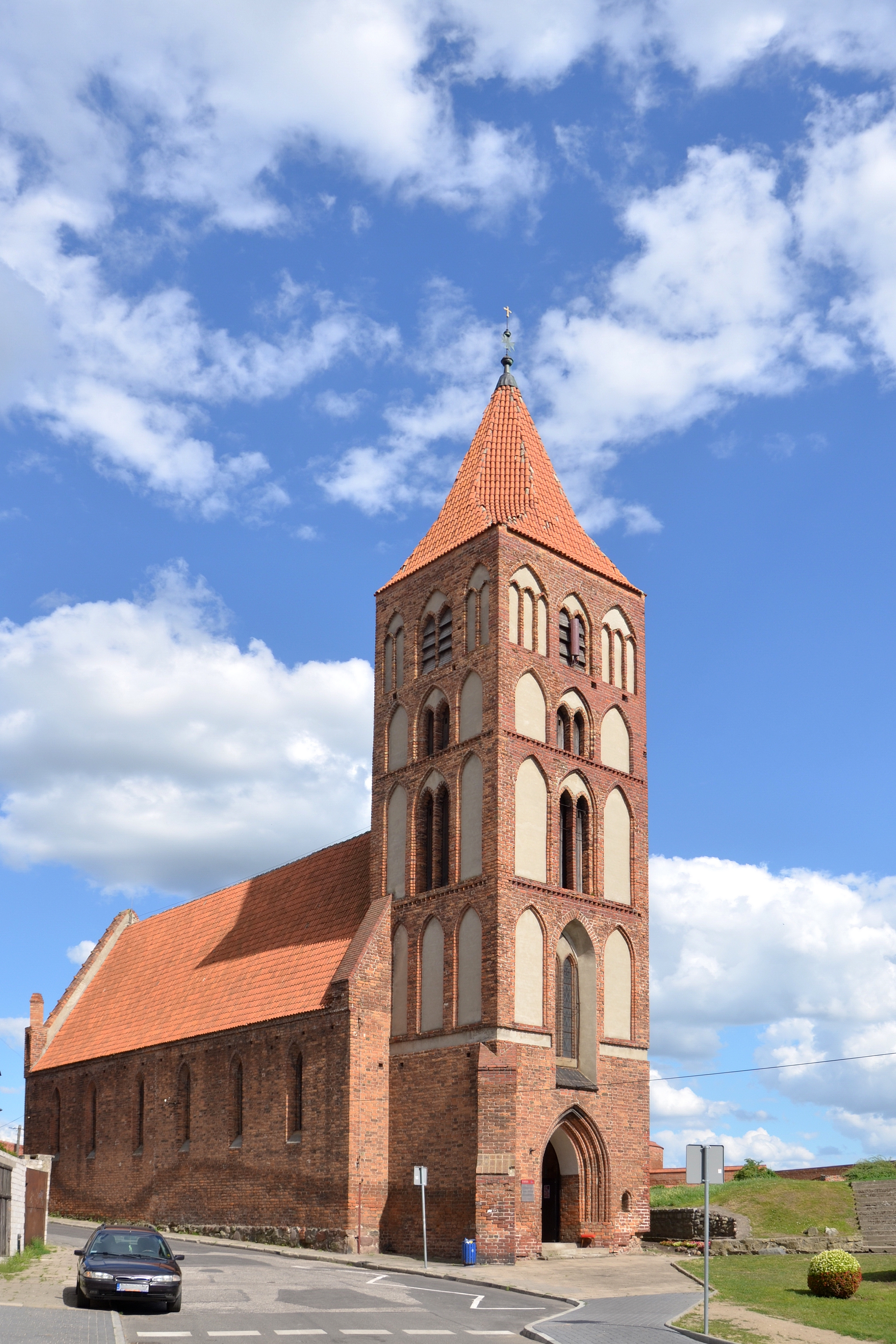
Kościół Świętego Ducha

## Demografia
Miasto ma 18 326 mieszkańców (31 grudnia 2022):
| Opis                              | Ogółem | Ogółem | Kobiety | Kobiety | Mężczyźni | Mężczyźni |
| --------------------------------- | ------ | ------ | ------- | ------- | --------- | --------- |
| Jednostka                         | osób   | %      | osób    | %       | osób      | %         |
| Populacja                         | 18 326 | 100    | 9663    | 52,7    | 8663      | 47,3      |
| Gęstość zaludnienia [mieszk./km²] | 1322,2 | 1322,2 | 697,2   | 697,2   | 625,0     | 625,0     |

Piramida wieku mieszkańców Chełmna w 2014 roku.

Liczba mieszkańców miasta Chełmna w latach 1773–1921/1922 i później (do 1981):
| -         | 1773      | 1786     | 1804      | 1816      | 1823      | 1826    | 1831        | 1832  | 1843      | 1852      | 1861      | 1864    | 1867                |
| --------- | --------- | -------- | --------- | --------- | --------- | ------- | ----------- | ----- | --------- | --------- | --------- | ------- | ------------------- |
| Ogółem    | 1580/1644 | 3717     | 3717      | 3616      | 4414      | 5271    | 5006        | 5199  | 6558      | 6300      | 7287      | 8405    | 8663                |
| Mężczyźni | -         | -        | -         | -         | -         | -       | -           | -     | -         | -         | -         | -       | -                   |
| Kobiety   | -         | -        | -         | -         | -         | -       | -           | -     | -         | -         | -         | -       | -                   |
| -         | 1871      | 1880     | 1885      | 1890      | 1895      | 1905    | 1910        | 1921  | 1922      | 1929      | 1931      | 1936    | 1939                |
| Ogółem    | 9079      | 9629     | 9975      | 9762      | 10499     | 11665   | 11718/11061 | 10425 | 13537     | 11453     | 12455     | 12176   | ok. 14000/13,5 tys. |
| Mężczyźni | -         | -        | 5059      | -         | 5278      | 5754    | 5725        | -     | -         | -         | 5781      | -       | -                   |
| Kobiety   | -         | -        | 4916      | -         | 5221      | 5911    | 5993        | -     | -         | -         | 6674      | -       | -                   |
| -         | 1945      | 1946     | 1948      | 1950      | 1955      | 1960    | 1965        | 1966  | 1970      | 1975      | 1980      | 1981    | -                   |
| Ogółem    | 10,6 tys. | 11,6 tys | 11,5 tys. | 12,2 tys. | 15,1 tys. | 16 tys. | 17,4 tys.   | 17503 | 17,9 tys. | 19,3 tys. | 19,9 tys. | 20 tys. | -                   |
| Mężczyźni | -         | -        | -         | -         | -         | -       | -           | -     | -         | -         | -         | -       | -                   |
| Kobiety   | -         | -        | -         | -         | -         | -       | -           | -     | -         | -         | -         | -       | -                   |

Liczba mieszkańców miasta Chełmna od 1995 (w tys.):
| -         | 1995  | 1996  | 1997  | 1998  | 1999  | 2000  | 2001  | 2002  | 2003  | 2004  | 2005  | 2006  | 2007  |
| --------- | ----- | ----- | ----- | ----- | ----- | ----- | ----- | ----- | ----- | ----- | ----- | ----- | ----- |
| Ogółem    | 22,04 | 22,08 | 22,13 | 22,14 | 20,52 | 20,65 | 20,69 | 20,63 | 20,56 | 20,58 | 20,43 | 20,38 | 20,38 |
| Mężczyźni | 10,54 | 10,55 | 10,6  | 10,62 | 9,74  | 9,80  | 9,81  | 9,82  | 9,79  | 9,78  | 9,72  | 9,69  | 9,67  |
| Kobiety   | 11,5  | 11,53 | 11,53 | 11,52 | 10,78 | 10,85 | 10,88 | 10,80 | 10,77 | 10,80 | 10,71 | 10,69 | 10,71 |
| -         | 2008  | 2009  | 2010  | 2011  | 2012  | 2013  | 2014  | 2015  | 2016  | 2017  | 2018  | 2019  | 2020  |
| Ogółem    | 20,33 | 20,21 | 20,98 | 20,87 | 20,81 | 20,62 | 20,43 | 20,22 | 19,99 | 19,91 | 19,72 | 19,51 | 18,91 |
| Mężczyźni | 9,68  | 9,61  | 10,01 | 9,96  | 9,95  | 9,85  | 9,75  | 9,64  | 9,51  | 9,49  | 9,36  | 9,28  | 8,97  |
| Kobiety   | 10,66 | 10,60 | 10,97 | 10,91 | 10,87 | 10,77 | 10,68 | 10,58 | 10,48 | 10,42 | 10,36 | 10,23 | 9,94  |
| -         | 2021  | 2022  | 2023  | 2024  | 2025  | 2026  | 2027  | 2028  | 2029  | 2030  | 2031  | 2032  | 2033  |
| Ogółem    | 18,62 | 18,33 | 18,05 | -     | -     | -     | -     | -     | -     | -     | -     | -     | -     |
| Mężczyźni | 8,81  | 8,66  | 8,53  | -     | -     | -     | -     | -     | -     | -     | -     | -     | -     |
| Kobiety   | 9,81  | 9,66  | 9,52  | -     | -     | -     | -     | -     | -     | -     | -     | -     | -     |

## Transport

### Drogowy
Obecnie funkcjonuje w mieście jedynie dworzec PKS, który jednak dzięki bliskości ważnej trasy komunikacyjnej oferuje przejazdy do wielu większych miast m.in. Torunia, Bydgoszczy (do 21 marca 2021), Łodzi, Gdańska, Warszawy, a także do większości okolicznych miasteczek. Miasto znajduje się przy drodze krajowej nr 91, a 20 km od Chełmna, nieopodal w miejscowości Lisewo jest się wjazd na autostradę A1. Na obszarze administracyjnym miasta znajduje się także most na Wiśle, jeden z ważniejszych w kraju, co w czasach komunistycznych było powodem stacjonowania w Chełmnie licznego garnizonu.

### Kolejowy
W przeszłości do Chełmna prowadziły dwie linie kolei, do Kornatowa (zlikwidowana w 1991 roku) oraz do Torunia przez Unisław (połączenia zlikwidowano w 1969 roku). 
 Miasto doświadcza wykluczenia komunikacyjnego nie mając bezpośredniego dostępu do transportu kolejowego. Najbliższy dworzec jest oddalony o 10,5 km w Terespolu Pomorskim (20 połączeń w kierunkach: Bydgoszcz Główna, Grudziądz, Gdynia Główna, Gdynia Chylonia, Słupsk).

### Lotniczy
Około 6 km na południe od miasta znajduje się lądowisko Watorowo.

### Rowerowy
- Szlak rowerowy R1

## Wspólnoty wyznaniowe
Na terenie miasta działalność religijną prowadzą następujące związki wyznaniowe:
Kościół Adwentystów Dnia Siódmego:
- Zbór w Chełmnie

Kościół rzymskokatolicki:

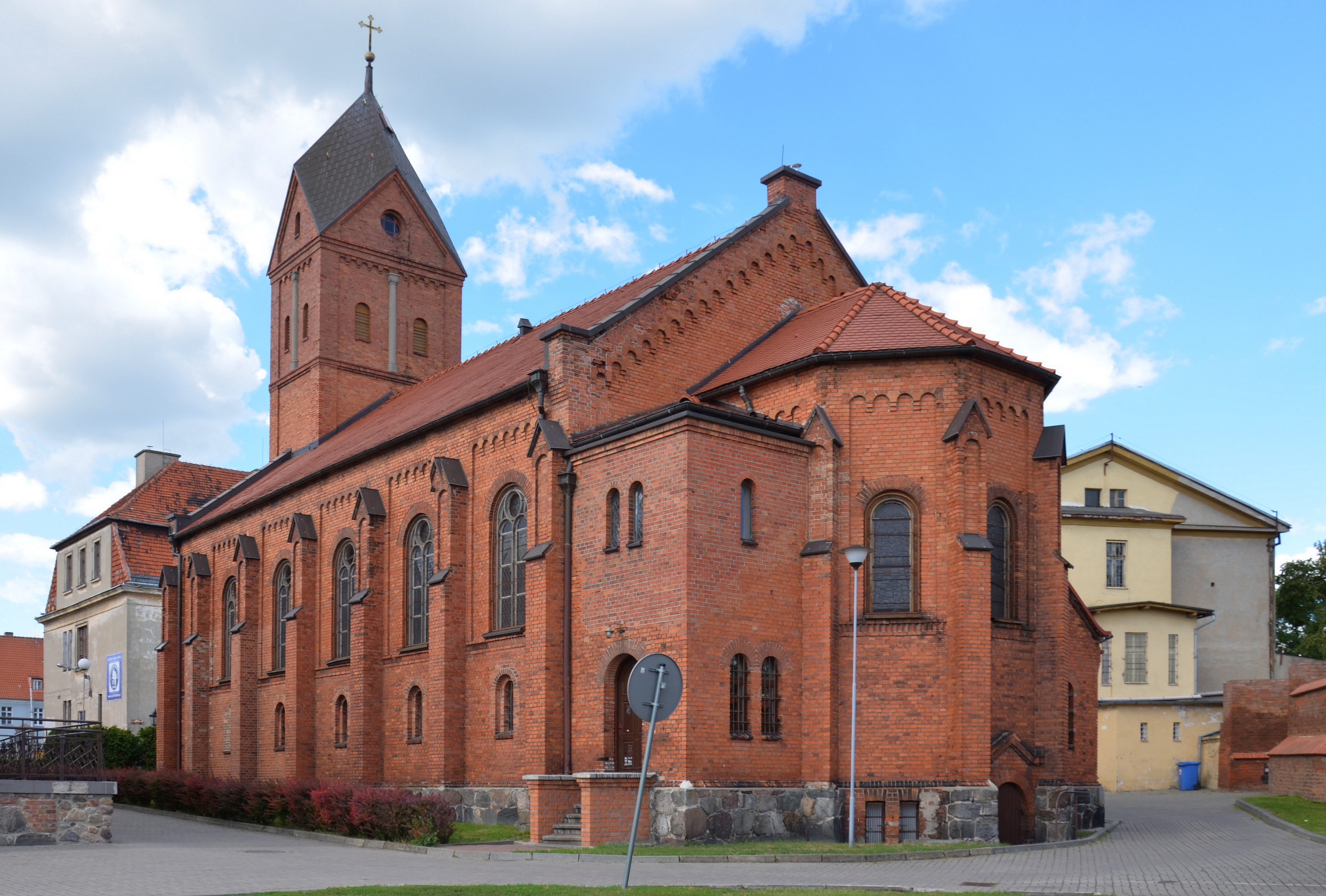
Kościół garnizonowy wybudowany w 1875 roku jako świątynia protestancka dla Królewskiego Korpusu Kadetów

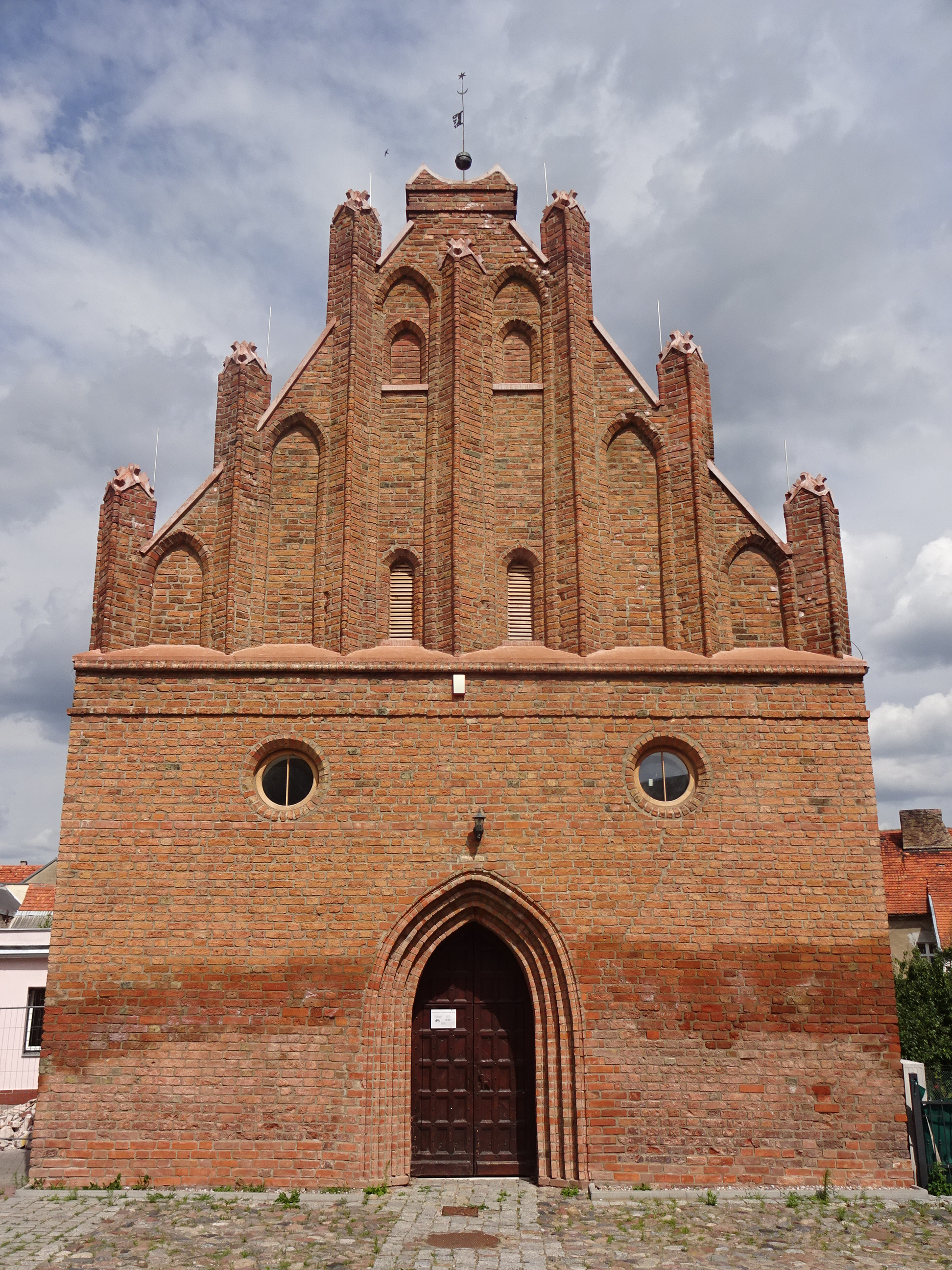
Kaplica św. Marcina, obecnie rzymskokatolicki kościół filialny na ul. Toruńskiej

- parafia pw. Wniebowzięcia NMP – „Fara”
- parafia pw. św. Józefa – „Pallotyni”
- parafia wojskowa – kościół garnizonowy pw. MB Częstochowskiej
- Zgromadzenie Księży Misjonarzy
- Zgromadzenie Sióstr Miłosierdzia Wincentego à Paulo
- Zgromadzenie Sióstr Misjonarek Św. Rodziny

Kościół Zielonoświątkowy:
- Zbór w Chełmnie

Świadkowie Jehowy:
- zbór Chełmno (Sala Królestwa ul. Żurawia 8)[37]

## Miasta partnerskie
- Hann. Münden[38]
- Kaniów

## Ludzie związani z Chełmnem
- Max Stirner (filozof)
- Heinz Guderian (generał)